# Nordfeldzug
Der Nordfeldzug war ein militärischer Feldzug, den die Nationalrevolutionäre Armee (NRA) der Kuomintang (KMT), auch als „Chinesische Nationalistische Partei“ bekannt, im Jahr 1926 gegen die Beiyang-Regierung und andere regionale Kriegsherren führte. Ziel des Feldzugs war die Wiedervereinigung Chinas, das nach der Revolution von 1911 zersplittert war. Die Expedition wurde von Generalissimus Chiang Kai-shek angeführt und war in zwei Phasen unterteilt. Die erste Phase endete 1927 mit einer politischen Spaltung zwischen zwei Fraktionen der KMT: der rechtsgerichteten Fraktion in Nanjing, die von Chiang angeführt wurde und der linksgerichteten Fraktion in Wuhan, die von Wang Jingwei geleitet wurde. Die Spaltung war zum Teil auf Chiangs Säuberung von Kommunisten innerhalb der KMT zurückzuführen („Shanghai-Massaker“), die das Ende der Ersten Einheitsfront bedeutete. In dem Bemühen, die Spaltung zu überwinden, trat Chiang Kai-shek im August 1927 als Kommandeur der NRA zurück und ging ins japanische Exil.
Die zweite Phase der Expedition begann im Januar 1928, als Chiang das Kommando wieder übernahm. Im April 1928 waren die nationalistischen Streitkräfte bis zum Gelben Fluss vorgedrungen. Mit der Unterstützung verbündeter Kriegsherren wie Yan Xishan und Feng Yuxiang errangen die nationalistischen Truppen eine Reihe entscheidender Siege gegen die Beiyang-Armee. Als sie sich Peking näherten, musste Zhang Zuolin, der Führer der in der Mandschurei ansässigen Fengtian-Clique, fliehen und wurde kurz darauf von den Japanern ermordet. Sein Sohn, Zhang Xueliang, übernahm die Führung der Fengtian-Clique und kündigte im Dezember 1928 an, dass die Mandschurei die Autorität der nationalistischen Regierung in Nanjing anerkennen würde. Nachdem auch der letzte Teil Chinas unter der Kontrolle der KMT stand, wurde der Nordfeldzug erfolgreich abgeschlossen und China wiedervereinigt, was den Beginn des Nanjing-Jahrzehnts einläutete.

## Auftakt

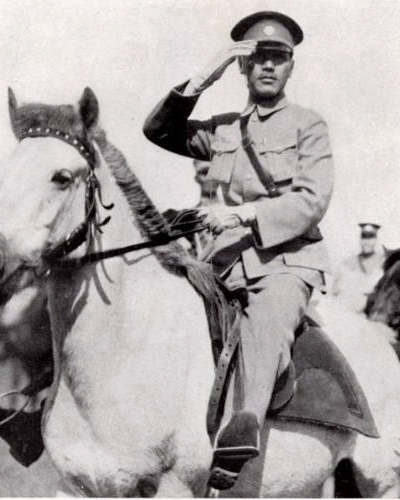
Generalissimus Chiang Kai-shek, Oberbefehlshaber der NRA, ging aus dem Nordfeldzug als Führer der KMT und Chinas hervor.

In den 1920er Jahren wurde die Beiyang-Regierung mit Sitz in Peking international als die rechtmäßige chinesische Regierung anerkannt. Große Teile des Landes standen jedoch nicht unter ihrer Kontrolle, sondern wurden von einem Flickenteppich von Kriegsherren regiert (Kriegsherrenzeit). Die Kuomintang (KMT) mit Sitz in Guangzhou strebte danach, die Partei der nationalen Befreiung zu sein. Seit dem Ende der „Verfassungsschutzbewegung“ im Jahr 1922 hatte die KMT ihre Reihen verstärkt, um sich auf einen Feldzug gegen die nördlichen Kriegsherren in Peking vorzubereiten, der die Wiedervereinigung Chinas zum Ziel hatte. Diese Vorbereitung beinhaltete die Verbesserung der politischen und militärischen Stärke der KMT. Vor seinem Tod im März 1925 befürwortete Sun Yat-sen, der Gründer der Republik China und Mitbegründer der KMT, die chinesisch-sowjetische Zusammenarbeit, die die Bildung der Ersten Einheitsfront mit der Kommunistischen Partei Chinas (KPCh) beinhaltete. Der militärische Arm der KMT war die Nationale Revolutionäre Armee (NRA). Chiang Kai-shek, der bereits 1922 als Suns Protegé aufgetreten war, wurde 1924 zum Kommandanten der Whampoa-Militärakademie ernannt und entwickelte sich nach Suns Tod schnell zu einem Anwärter auf dessen Nachfolge.
Am 30. Mai 1925 versammelten sich chinesische Studenten in Shanghai im International Settlement und demonstrierten gegen die ausländischen Interventionen in China. Mit Unterstützung der KMT forderten sie insbesondere den Boykott ausländischer Waren und das Ende der Siedlung, die von den Briten und US-Amerikanern verwaltet wurde. Die Stadtpolizei von Shanghai, die größtenteils von den Briten betrieben wurde, eröffnete das Feuer auf die Demonstranten. Dieser Vorfall löste in ganz China Empörung aus und gipfelte in dem Kanton-Hongkong-Streik, der am 18. Juni begann und sich als fruchtbarer Rekrutierungsboden für die KPCh erwies. Die Besorgnis über die wachsende Macht der linken Fraktion und die Auswirkungen des Streiks auf die Fähigkeit der Regierung in Guangzhou, Mittel zu beschaffen, die weitgehend vom Außenhandel abhängig war, führte zu zunehmenden Spannungen innerhalb der Einheitsfront. Vor diesem Hintergrund begann Chiang, der sich um das Amt des KMT-Führers beworben hatte, seine Macht zu konsolidieren, um einen Feldzug gegen die nördlichen Kriegsherren vorzubereiten. Am 20. März 1926 begann er mit einer unblutigen Säuberung der Verwaltung und des Militärs in Guangzhou von Hardliner-Kommunisten, die gegen die geplante Expedition waren (Kanton-Putsch). Gleichzeitig unternahm Chiang versöhnliche Schritte gegenüber der Sowjetunion und versuchte, die notwendige Unterstützung der Sowjetunion und der KPCh im Kampf gegen die Warlords mit seinen Bedenken über den wachsenden kommunistischen Einfluss innerhalb der KMT in Einklang zu bringen. Nach dem Staatsstreich handelte Chiang einen Kompromiss aus, bei dem Hardliner der rechten Fraktion, wie Wu Tieh-cheng, als Ausgleich für die entlassenen Linken aus ihren Ämtern entfernt wurden. Auf diese Weise konnte Chiang seine Nützlichkeit für die KPCh und ihren sowjetischen Geldgeber, den kommunistischen Diktator Josef Stalin, unter Beweis stellen. Die sowjetische Hilfe für die KMT-Regierung wurde fortgesetzt, ebenso die Zusammenarbeit mit der KPCh. Eine zerbrechliche Koalition zwischen den Rechten der KMT, den Zentristen unter Chiang, den Linken der KMT und der KPCh konnte sich zusammenhalten und legte den Grundstein für den Nordfeldzug.
Im Jahr 1926 gab es in ganz China drei große Koalitionen von Kriegsherren, die der KMT-Regierung in Guangzhou feindlich gegenüberstanden. Die Streitkräfte von Wu Peifu besetzten die nördlichen Provinzen Hunan, Hubei und Henan. Die Koalition von Sun Chuanfang hatte die Kontrolle über die Provinzen Fujian, Zhejiang, Jiangsu, Anhui und Jiangxi. Die mächtigste Koalition, angeführt von Zhang Zuolin, dem Chef der Beiyang-Regierung und der Fengtian-Clique, kontrollierte die Mandschurei, Shandong und Zhili. Um sich der nördlichen Expedition entgegenzustellen, stellte Zhang Zuolin schließlich die „Nationale Befriedungsarmee“ (chinesisch 安國軍, Ānguójūn) zusammen, ein Bündnis der Kriegsherren Nordchinas.

## Erste Phase (Juli 1926 – April 1927)

### Gegen Wu Peifu (Juli – September 1926)

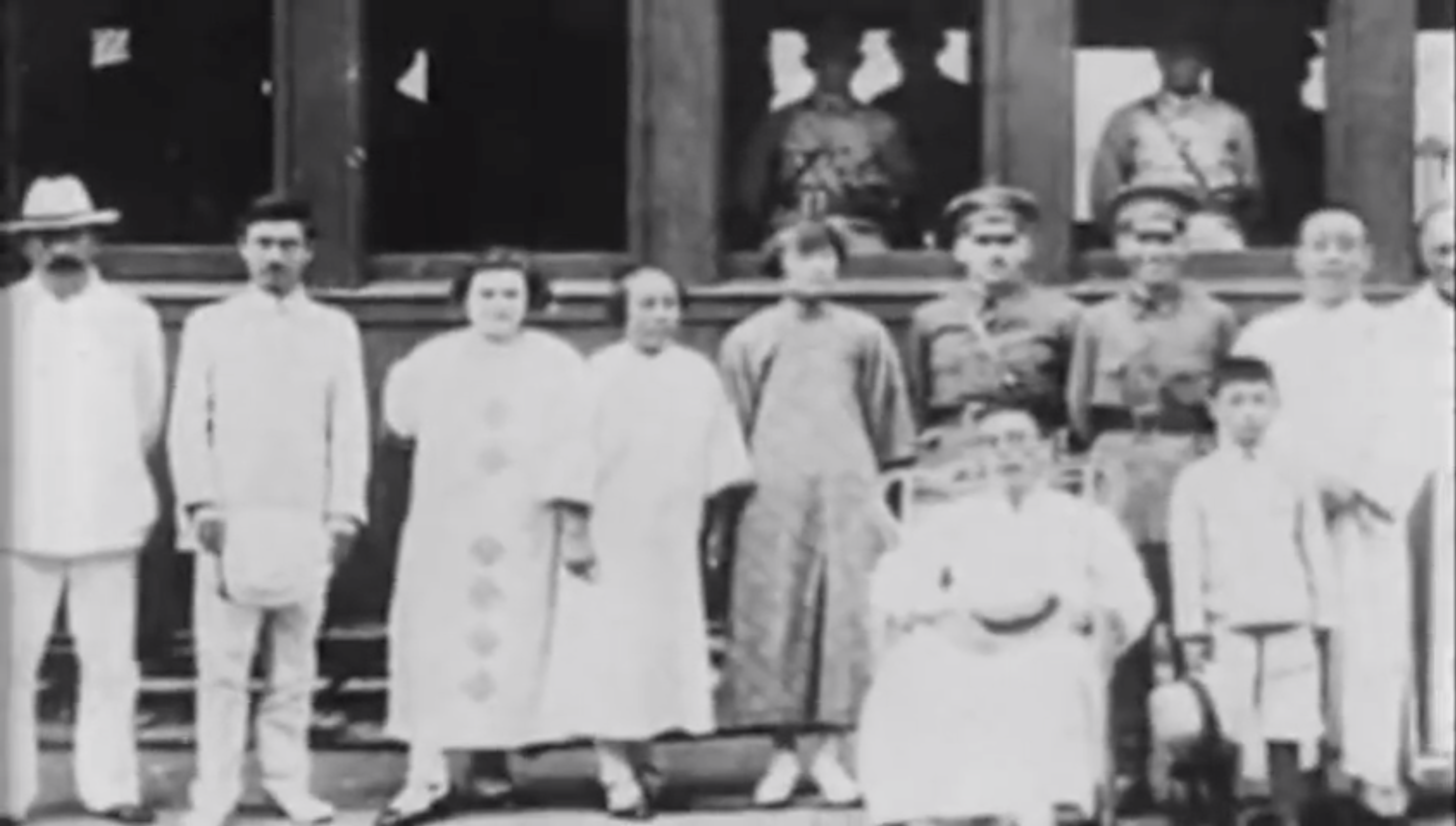
Chiang Kai-shek bereitet sich darauf vor, Guangzhou zu verlassen. Abgebildet sind Michail Borodin ganz links, Wassili Blücher in Militäruniform rechts und Chiang selbst in Uniform, rechts von Blücher.

Inmitten schwerer Kämpfe entlang der Grenze zwischen dem von der KMT kontrollierten Gebiet und dem der kürzlich verbündeten Fengtian- und Zhili-Cliquen ernannte die nationalistische Regierung am 5. Juni 1926 Chiang Kai-shek zum Oberbefehlshaber der NRA. Chiang nahm diesen Posten am 9. Juli in einer Zeremonie an, die den formellen Beginn des Nordfeldzugs markierte, obwohl es bereits zu militärischen Auseinandersetzungen gekommen war. Die anfängliche Strategie für den nördlichen Vormarsch der KMT gegen die Zhili-Kriegsherren, die größtenteils von den sowjetischen Beratern Michail Borodin und Wassili Blücher ausgearbeitet worden war, bestand darin, sich auf den Sieg über Wu Peifu zu konzentrieren und Sun Chuanfang zu beschwichtigen, während Zhang Zuolin ignoriert wurde. Nachdem sie von einer defensiven zu einer offensiven Haltung übergegangen waren, rückten die KMT-Truppen schnell von ihrer Basis in Guangdong in die von Wu kontrollierte Provinz Hunan vor und nahmen am 11. Juli Changsha ein. Zu dieser Zeit waren die meisten von Wu Peifus Truppen mit den Kämpfen am Juyongguan-Pass in der Nähe von Peking gegen die Guominjun beschäftigt, eine abtrünnige Zhili-Fraktion, die mit der KMT sympathisierte. Sun Chuanfang, mit dem sich die KMT nicht beschäftigen wollte, griff nicht ein, als die KMT-Truppen weiter in Wus Gebiet vorstießen. Obwohl die Fengtian-Clique Wu ihre Unterstützung angeboten hatte, lehnte er ihre Hilfe ab; er befürchtete, dass die nördlichen Kriegsherren seine Position untergraben würden, wenn er ihre Truppen in sein Gebiet ließe. Auf einer Militärkonferenz, die am 11. und 12. August in Changsha stattfand, beschloss die KMT, einen direkten Angriff auf Wus Hochburg Wuchang zu starten und dabei Suns Nanchang zu umgehen – dieselbe Route wie beim Taiping-Aufstand im 19. Jahrhundert. In einer Ansprache an seine Generäle auf der gleichen Konferenz verkündete Chiang:

„Die Bedeutung dieses Kampfes liegt nicht nur darin, dass er über das Schicksal der Kriegsherren entscheiden wird. Es geht auch darum, ob die chinesische Nation und die chinesische Rasse ihre Freiheit und Unabhängigkeit wiederherstellen können oder nicht. Mit anderen Worten, es ist ein Kampf zwischen der Nation und den Warlords, zwischen der Revolution und den Antirevolutionären, zwischen den Drei Prinzipien des Volkes und dem Imperialismus. Alles muss jetzt, in dieser Zeit des Kampfes, entschieden werden […] um die Unabhängigkeit und Freiheit des chinesischen Volkes wiederherzustellen.“

Mit der Eroberung des Jangtse-Hafens Yuezhou am 22. August geriet Hunan vollständig unter die Kontrolle der KMT und ebnete den Weg für einen Vorstoß nach Wuchang entlang der Strecke der Beijing-Guangzhou-Eisenbahn. Während sich Wu Peifus Truppen nach Norden zurückzogen, durchbrachen sie mehrere Jangtse-Deiche und verlangsamten so den Vorstoß der KMT. Am 28. August hatte die KMT, angeführt von Li Zongren, Xianning (etwa 75 Kilometer südlich von Wuchang) eingenommen. Wu Peifu, der in den Süden zurückgekehrt war, um Wuchang zu verteidigen, sammelte seine Kräfte an der Heshengqiao-Brücke. Am 29. August startete er einen Gegenangriff gegen die KMT-Truppen im Süden, wodurch seine Verteidigungslinie in Gefahr geriet und am Mittag des nächsten Tages befanden sich seine Truppen im allgemeinen Rückzug in Richtung Wuchang. In dieser kurzen Zeitspanne verlor Wu 8.000 Soldaten. Mindestens 5.000 von ihnen wurden zusammen mit ihren Gewehren gefangen genommen, was den KMT-Kräften Auftrieb gab. Am 2. September hatte die NRA Wuchang fast umzingelt. Während Wu und der größte Teil seiner Armee nach Norden in die Provinz Henan flohen, hielten seine verbliebenen Truppen in der ummauerten Stadt über einen Monat lang stand. Sein Versagen gegenüber der NRA führte jedoch dazu, dass seine Macht und sein Ansehen gebrochen wurden. Der Teil seiner Armee, der noch übrig war, löste sich in den folgenden Monaten auf.

### Gegen Sun Chuanfang (September 1926 – Februar 1927)

Karte der Vormarschrichtung der Guomindang und ihrer Verbündeten sowie territoriale Gliederung der Machtverhältnisse vor Beginn der Kampagne

Während sich Wu Peifus Truppen zurückzogen, richtete sich die NRA auf die von Sun Chuanfang kontrollierte Provinz Jiangxi, insbesondere auf die Stadt Jiujiang und die Provinzhauptstadt Nanchang. Obwohl Sun von der Regierung in Guangzhou ein Nichtangriffspakt angeboten worden war, war er nicht bereit, seine Verwaltung der KMT-Herrschaft unterzuordnen. Während die Belagerung in Wuchang noch andauerte, startete Chiang Kai-shek am 4. September einen Angriff über die Grenze von Jiangxi. Am 19. September waren sowohl Jiujiang als auch Nanchang unter die Kontrolle der KMT gelangt, was durch die Abtrünnigkeit von Lai Shih-huang, einem von Suns Generälen, beschleunigt wurde. Trotz dieser Erfolge wurde die NRA-Offensive zum Rückzug gezwungen, als Sun am 21. September mit Verstärkung aus Nanjing eintraf. Sun eroberte den größten Teil des verlorenen Territoriums zurück und setzte seine Autorität brutal durch, indem er Hunderte von Studenten, Lehrern und mutmaßlichen KMT-Mitgliedern tötete, deren abgetrennte Köpfe er an öffentlichen Plätzen aufspießte.
Nachdem der Vormarsch der Nordexpedition gestoppt worden war, telegrafierte Chiang an die Regierung in Guangzhou und forderte ein Ende des immer noch andauernden Kanton-Hongkong-Streiks, der seine Versorgungskette weiterhin behinderte. Am 23. September begannen die Verhandlungen mit den Briten und am 10. Oktober wurde der Streik schließlich abgebrochen. Dies erleichterte der NRA den Zugang zu Nachschub und machte Arbeitskräfte in Form der Streikenden für den weiteren Vorstoß nach Norden frei. Am selben Tag kapitulierten die verbliebenen Truppen von Wu Peifu in Wuchang, womit die Eroberung der Provinz Hubei durch die NRA abgeschlossen war. Während die blutigen Kämpfe in Jiangxi weitergingen, lief der Zivilgouverneur der Provinz Zhejiang, Xia Chao, einer von Suns Untergebenen, zur KMT-Regierung in Guangzhou über. Die Einwohner von Zhejiang waren zunehmend unzufrieden mit der Herrschaft von Sun, der ein Fremder in der Provinz war und am 16. Oktober erklärte Xia seine Unabhängigkeit. Chiang Kai-shek, gebürtig aus Zhejiang, konnte Xia überzeugen, sich auf die Seite der KMT zu stellen. Nach seiner Abtrünnigkeit startete Xia einen Angriff auf das von Sun kontrollierte Shanghai, sah sich aber unverzüglich gezwungen, sich nach Zhejiang zurückzuziehen; Sun hatte Xias Pläne schon Tage zuvor entdeckt. Suns Truppen marschierten daraufhin in Zhejiang ein und schlugen die Rebellion am 23. Oktober nieder. Xia wurde zusammen mit Hunderten seiner Truppen hingerichtet, während Tausende von Zivilisten in Xias ehemaligem Hauptquartier massakriert wurden.
Parallel zur Rebellion in Zhejiang hatte die NRA ihre Offensive in Jiangxi fortgesetzt. Um den Druck auf Sun zu erhöhen, marschierte die in Shantou stationierte Erste Armee der NRA unter der Führung von He Yingqin über die Grenze zu Guangdong und begann eine neue Offensive in der Provinz Fujian. Die Truppen der NRA wurden von vielen Einheimischen, einschließlich der Hakka, die sich gegen die ausländische Kontrolle wehrten, willkommen geheißen und begannen allmählich, das Land in Fujian zu infiltrieren. Seine Truppen rückten die Küste hinauf und drangen auf die Provinzhauptstadt Fuzhou vor. Ende Oktober befanden sich Suns Streitkräfte erneut auf dem Rückzug durch Jiangxi und Fujian. Anfang November nahmen die KMT-Truppen die Jangtse-Häfen Jiujiang und Hukou ein und eroberten am 9. November die Kontrolle über Nanchang zurück. Suns Truppen ließen auf ihrem Rückzug erhebliche Mengen an Material zurück und stärkten damit die schlecht bewaffnete NRA, die allein beim letzten Vorstoß auf Nanchang 20.000 Männer verlor. Sun selbst hatte sich zur gleichen Zeit nach Tianjin begeben, um die mächtige Fengtian-Clique um Hilfe zu bitten. Der Kriegsherr von Shandong, Zhang Zongchang und der Kriegsherr der Mandschurei, Zhang Zuolin, boten ihre Hilfe an und stimmten zu, dass es notwendig sei, die NRA einzudämmen. Während sich die NRA-Offensive ihren Weg durch Fujian bahnte, trafen am 24. November 60.000 Truppen aus Shandong in der von Sun kontrollierten Provinz Anhui ein. Diese wurden am 1. Dezember in der „Nationalen Befriedungsarmee“ (NPA) organisiert. Zhang Zuolin übernahm den Posten des Oberbefehlshabers, während Zhang Zongchang und Sun Chuanfang stellvertretende Befehlshaber waren.

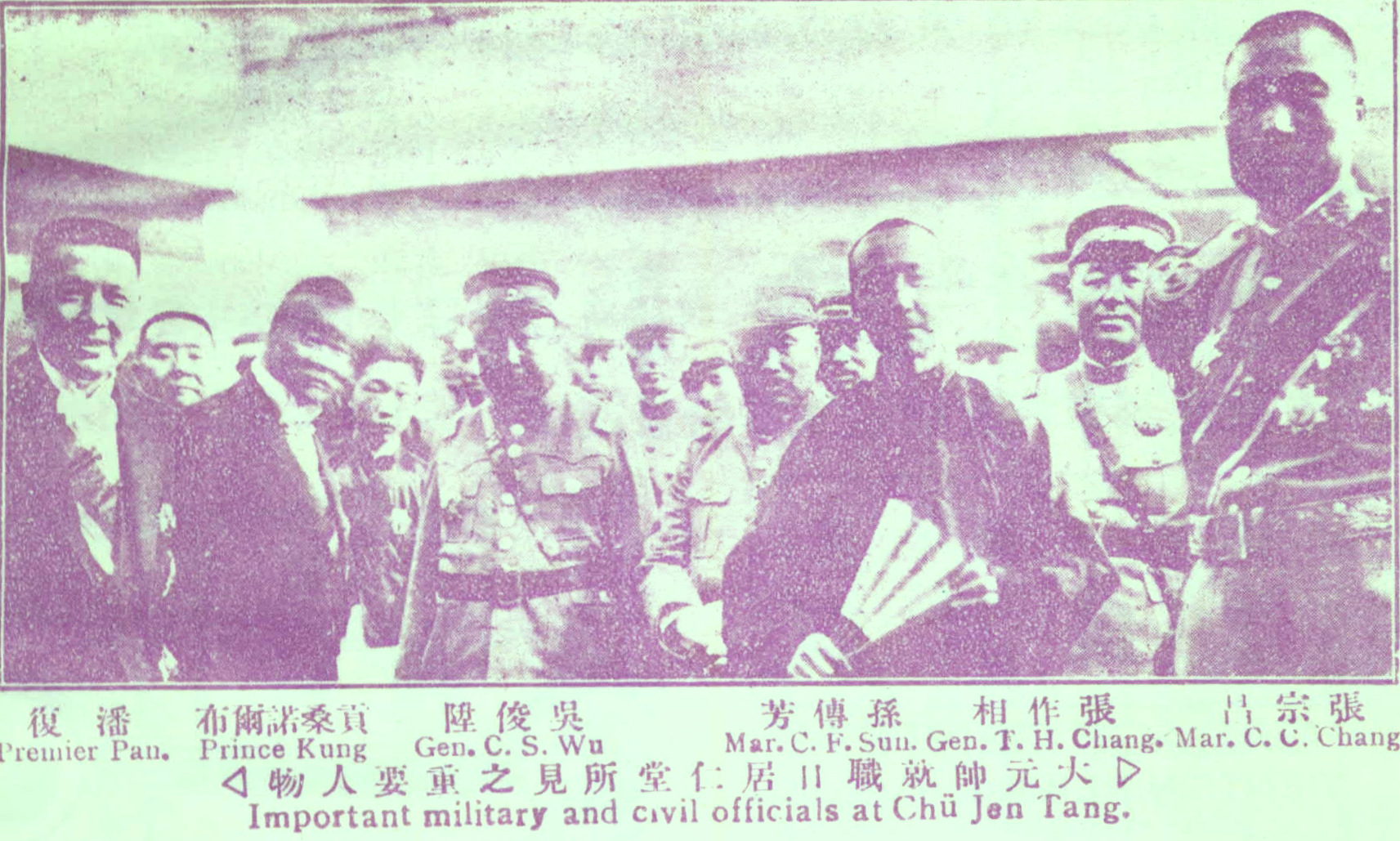
Mitglieder der „Nationalen Befriedungsarmee“. Von links nach rechts: Pan Fu, Gungsangnorbu, Wu Junsheng, Sun Chuanfang, Zhang Zuoxiang und Zhang Zongchang.

Dieses Bündnis war bei den Einheimischen in den von Sun kontrollierten Regionen äußerst unbeliebt, da Zhang Zhongchangs Truppen aus dem Norden als Eindringlinge angesehen wurden. Die Autonomiebewegung in Zhejiang ging weiter, und am 8. Dezember fand in Shanghai ein Treffen einflussreicher Persönlichkeiten aus der Provinz statt, die nominell loyal zu Sun standen. In Fujian waren viele von Suns Truppen bereits zur NRA übergelaufen und am 9. Dezember marschierte die Armee von He Yingqin ungehindert in Fuzhou ein. Am 11. Dezember gab der Kommandeur von Zhejiang, Zhou Fengqi, seinen Übertritt zur NRA bekannt. Dies löste eine Reihe von Überläufen aus, die zur Abspaltung Zhejiangs von Suns „Vereinigten Provinzen“ führten, woraufhin es von der Regierung in Guangzhou den Status eines autonomen Staates erhielt. Daraufhin zog Sun seine Armee an der Grenze zu Zhejiang zusammen, wobei die NPA seine Nachhut schützte und stürmte nach Zhejiang, um den größten Teil der Provinz zurückzuerobern. Bis zum 10. Januar hatte sich der Großteil der Rebellen aus Zhejiang nach Quzhou zurückgezogen. Um die belagerten Rebellen zu entlasten, stieß He Yingqin mit seinen in Fujian stationierten Truppen nach Zhejiang vor und stoppte Suns Vormarsch. Die Kräfte der Rebellen und der KMT vereinigten sich unter dem Kommando von Bai Chongxi, der am 20. Januar eine Gegenoffensive startete. Am 29. Januar hatte die Offensive Lanxi und Jinhua erreicht, wo eine erbitterte Schlacht zu einer katastrophalen Niederlage für Suns Truppen führte. Nach diesem Sieg startete die NRA einen Zangenangriff auf die Provinzhauptstadt Hangzhou. Viele von Suns nördlichen Truppen, die durch die Niederlage demoralisiert waren, brachen ihre Reihen auf und strömten nach Norden, wo sie die Städte und Dörfer plünderten, die sie auf ihrem Weg passierten. Angesichts der Verwirrung seiner Truppen beschloss Suns Befehlshaber in diesem Gebiet, Meng Chao-yueh, am 17. Februar, Hangzhou aufzugeben und mit seinen 20.000 Mann per Zug in die Provinz Jiangsu zu fliehen. Am 23. Februar war Zhejiang vollständig unter der Kontrolle der KMT. Innerhalb von sechs Monaten hatten die Nationalisten ihre Kontrolle auf sieben Provinzen mit einer Bevölkerung von etwa 170 Millionen Menschen ausgeweitet. Unterstützt durch die Abtrünnigkeit zahlreicher Kriegsherren und ihrer Armeen hatte die NRA zu diesem Zeitpunkt ihre Reihen auf 700.000 Mann aufgestockt.

### Shanghai-Nanjing Offensive (Februar – April 1927)

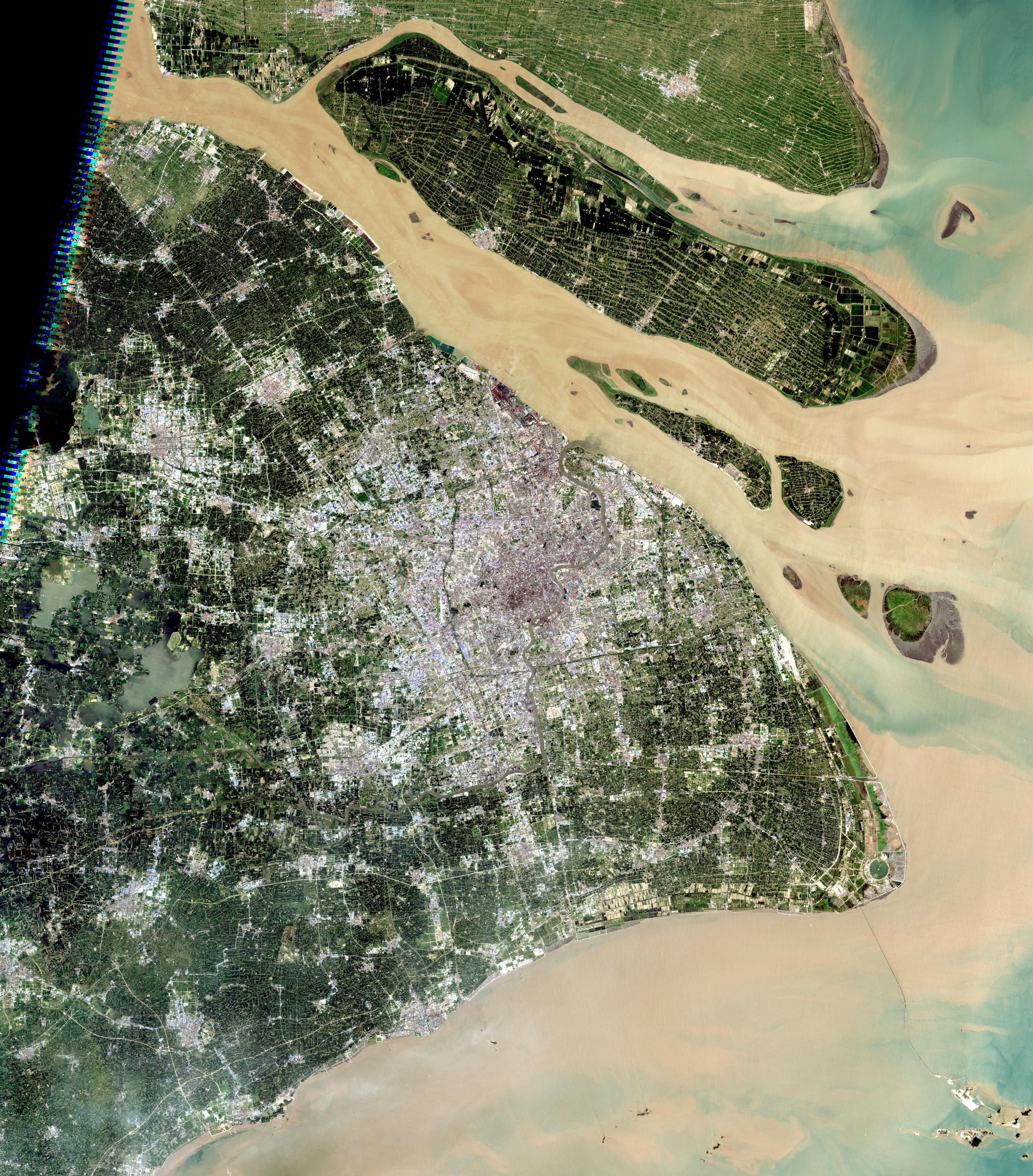
Mündung des Jangtse nördlich von Shanghai, 2005.

Sun Chuanfang zog sich nach diesen Rückschlägen nach Nanjing zurück. Die Fengtian-Clique reagierte auf Suns Hilferuf und verstärkte die Provinzen Jiangsu und Anhui, während sie die Truppen in Henan zur Unterstützung von Wu Peifu aufstockte. Zwei große Fengtian-Formationen, die Shandong-Armee von Zhang Zongchang und die Zhili-Armee von Chu Yupu, überquerten im Februar 1927 den Jangtsekiang, um Sun bei der Verteidigung von Nanjing und Shanghai zu unterstützen. Nach ihrem Sieg in Zhejiang befahl Chiang Kai-shek eine Offensive auf diese beiden Städte. Die in Hangzhou ansässige östliche NRA unter der Führung von Bai Chongxi und He Yingqin startete Mitte März einen zweigleisigen Angriff. Bais Truppen rückten in Richtung Shanghai vor, während He's Truppen in Richtung Changzhou zogen, um Suns Lieferstrecke, die Eisenbahnlinie Shanghai-Nanjing, zu unterbrechen. In der Zwischenzeit rückte die zentrale NRA von Cheng Qian durch die Provinz Anhui auf Nanjing vor, nachdem Suns Truppen dort abtrünnig geworden waren. Die Reste von Suns Truppen, die von der Shandong-Armee unterstützt wurden, waren gezwungen, sich aufgrund von Bais Armee nach Shanghai zurückzuziehen. Bais Truppen unterbrachen rasch die Eisenbahnverbindung nach Shanghai, während Sun mit der Abtrünnigkeit seiner Marine und einem kommunistischen Generalstreik in Shanghai konfrontiert wurde. Direkt vor der Stadt von Songjiang kam es zu verlustreichen Kämpfen, doch am 22. März marschierten Bais Truppen siegreich in Shanghai ein. Die Fengtian-Unterstützungsoperation hatte sich für die nördlichen Kriegsherren als kostspieliges Desaster erwiesen; ihre Armeen erlitten schwere Verluste, so dass sie gezwungen waren, sich über den Jangtse nach Norden zurückzuziehen. In der Zwischenzeit wurde der Streik bis zum 24. März fortgesetzt, als Bai sein Ende anordnete. Die durch den Streik verursachte allgemeine Unruhe soll zum Tod von 322 Menschen und zu 2.000 Verwundeten geführt haben und trug zum Unbehagen der KMT gegenüber ihren kommunistischen Verbündeten bei.
Nachdem die NRA Shanghai unter ihre Kontrolle gebracht hatte, richtete sie ihre Aufmerksamkeit auf Nanjing. He Yingqin rückte aus dem Südosten vor, während Cheng Qian aus dem Südwesten kam. Zhang Zongchang befahl seiner Shandong-Armee am 23. März, sich aus Nanjing zurückzuziehen und die Stadt unverteidigt zu lassen. Cheng traf am nächsten Tag ein und drang ohne Widerstand in die Stadt ein. Fast unmittelbar nach der Ankunft der NRA kam es in der Stadt zu massiven ausländerfeindlichen Unruhen, die als „Nanjing-Zwischenfall“ bekannt wurden. Britische und amerikanische Seestreitkräfte wurden entsandt, um ihre jeweiligen Bürger zu evakuieren, was zu einem Seebombardement führte, bei dem die Stadt brannte und mindestens vierzig Menschen starben. He's Truppen trafen am 25. März ein, und am nächsten Tag gelang es Cheng und He schließlich, den Gewalttätigkeiten ein Ende zu setzen.
Chiang Kai-sheks Fraktion beschuldigte Lin Boqu, die Unruhen geplant zu haben und betrachtete sie als einen Versuch, die internationale Meinung gegen die KMT zu wenden. Lin, der sowohl Mitglied der KPCh als auch der KMT war, hatte als Politoffizier der Sechsten Armee gedient, die zu Cheng Qians Streitkräften gehörte. Wer auch immer dafür verantwortlich war, der „Nanjing-Zwischenfall“ war der Höhepunkt der Spannungen innerhalb der Ersten Einheitsfront. Die nationalistische Regierung war von Guangzhou in die neue Stadt Wuhan umgezogen, die aus dem Zusammenschluss von Wuchang und zwei anderen nahe gelegenen Städten hervorgegangen war. Die Verwaltung von Wuhan entfernte sich allmählich von Chiang, wurde zu einem Zentrum der linken, von der Sowjetunion unterstützten Macht innerhalb der KMT und schränkte seine Autorität ein. Kommunistisch geführte Gewerkschaften führten in Wuhan selbst und in den nominell von der KMT kontrollierten Gebieten fast ständig Demonstrationen durch und bauten in den von der NRA befreiten Gebieten parallele Verwaltungsstrukturen auf.
Der letzte Erfolg der ersten Phase des Feldzugs war die Einnahme der Provinzhauptstadt von Anhui, Hefei, und der kleineren Stadt Bengbu durch die NRA. NRA-Kräfte, die bereits nördlich des Jangtse operiert hatten, drangen weiter in die nördliche Provinz Jiangsu vor. Ihr Vormarsch wurde jedoch durch das Verwaltungschaos nach dem „Nanjing-Zwischenfall“ behindert. Die Spannungen zwischen den Linken in Wuhan und den Rechten in Nanjing spitzten sich zu und brachten den Nordfeldzug zum Stillstand. In der Zwischenzeit verhinderte die Hilfe der Fengtian-Armeen den vollständigen Zusammenbruch der Armee von Sun Chuanfang und es gelang ihnen schließlich, sich neu zu formieren und ihre Kräfte für die nächste Phase des Konflikts zu verstärken. Am 3. April startete die NPA eine Gegenoffensive und konnte die NRA bis zum 11. April um mehr als 161 Kilometer bis zum Jangtse zurückdrängen.

#### Nanjing-Zwischenfall (Detaildarstellung)

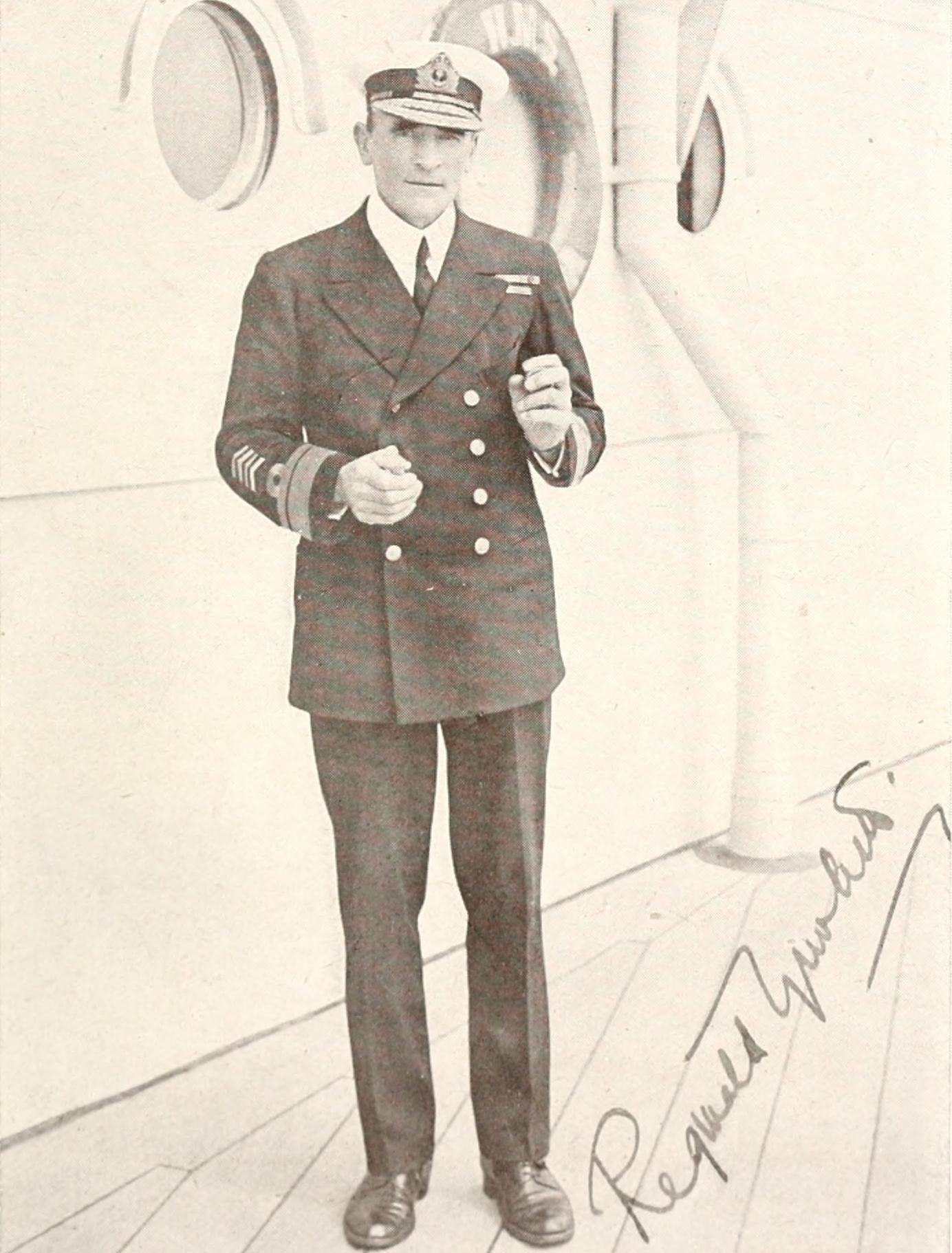
Reginald Tyrwhitt.

Nanking war 1927 ein Vertragshafen am Südufer des Jangtsekiang, einer großen Wasserstraße, die Nord- und Südchina trennt. Da die ausländischen Interessen in China größtenteils amerikanisch und europäisch waren, wurden Geschwader ausländischer Marineschiffe entlang des Jangtse stationiert, um ihre Bürger zu schützen, die in den Vertragshäfen Geschäfte machten. Die britische Royal Navy betrieb unter Konteradmiral Sir Reginald Tyrwhitt die China Station und die United States Navy die Yangtze Patrol; beide waren rund 80 Jahre lang bis zum Zweiten Weltkrieg im Einsatz.
Am 23. März 1927, als die sich rasch nähernde NRA Nanjing erreichte, gab der Beiyang-Kriegsherr Zhang Zongchang den Befehl zum Rückzug seiner besiegten Truppen aus der Stadt. Einige seiner Soldaten, die sich nicht rechtzeitig zurückziehen konnten, desertierten und begannen, fremdes Eigentum zu plündern und griffen zwei Ausländer an, die ihnen im Weg standen.
Am frühen Morgen des 24. März begann die NRA in Nanjing einzumarschieren, ohne dass die Armee von Zhang Zongchang Widerstand leistete. Anschließend drangen sie in das britische, das amerikanische und das japanische Konsulat ein, um nach mutmaßlichen Feinden zu suchen, die sich dort versteckt hielten, zogen aber friedlich wieder ab, nachdem keine gefunden worden waren. Unmittelbar danach begannen uniformierte Soldaten und chinesische Anwohner mit massiven Ausschreitungen gegen ausländische Interessen, brannten Häuser nieder, griffen das britische, amerikanische und japanische Konsulat an und töteten den amerikanischen Vizepräsidenten der Universität Nanjing, Dr. John Elias Williams; ein japanischer Konsul wurde beinahe ermordet. Die Sechste Armee der NRA mit ihrem großen Kontingent kommunistischer Soldaten plünderte systematisch die Häuser und Geschäfte der ausländischen Einwohner und ein Amerikaner, zwei Briten, ein Franzose, ein Italiener und ein Japaner wurden von chinesischen Soldaten getötet. Chinesische Scharfschützen nahmen auch den amerikanischen Konsul und die ihn bewachenden Marinesoldaten ins Visier, so dass sie gezwungen waren, in den „Sacony Hill“ zu fliehen, wo amerikanische Bürger Zuflucht gefunden hatten (der Name stammt von einem Grundstück, das der Standard Oil Company of New York gehört). Während dieses Chaos erklärte ein chinesischer Soldat: „Wir wollen sowieso kein Geld, wir wollen töten“.
Daraufhin schickte die britische Marine sofort den Schweren Kreuzer Vindictive, die Leichten Kreuzer Carlisle und Emerald, das Minenabwehrfahrzeug Petersfield und die Zerstörer Witherington, Wolsey, Wishart, Gnat, Veteran, Caradoc, Verity und Wild Swan in Richtung Nanjing. Das Kanonenboot Aphis traf gegen Ende des Gefechts ein und auch Cricket war zu diesem Zeitpunkt an den Seeoperationen beteiligt. Fünf amerikanische Zerstörer wurden ebenfalls zur Bekämpfung der NRA entsandt, darunter die Noa, William B. Preston, John D. Ford, Pillsbury und Simpson.
Um 15.38 Uhr wurden die NRA-Soldaten und die chinesischen Aufständischen durch Sprenggeschosse und Maschinengewehrfeuer von Emerald, Wolsey, Noa, Preston und Carlotto vertrieben. Nach dem Bombardement wurden ausländische Zivilisten, die sich auf dem Sacony Hill versteckt hielten, von Matrosen der Noa und der Preston gerettet. Die beiden amerikanischen Schiffe feuerten bis zu diesem Zeitpunkt 67 Granaten und Tausende von Gewehr- und Maschinengewehrpatronen ab.
Am Ende des 24. März stand Nanjing in Flammen und war mit Bombenkratern und Opfern der Schlacht übersät. Am nächsten Morgen, kurz vor Sonnenaufgang, lichtete die USS William B. Preston den Anker, um die SS Kungwo aus dem Gebiet zu eskortieren. Das Schiff war mit Evakuierten beladen und brauchte Schutz, aber gerade als die beiden Schiffe auslaufen wollten, wurde die Preston von Scharfschützen am Flussufer beschossen. Die Amerikaner erwiderten das Feuer mit ihrem Lewis-Maschinengewehr und töteten die Angreifer.
Drei Stunden später, als die beiden Schiffe den Fluss hinunterfuhren, wurde die Preston erneut angegriffen. Diesmal befanden sich die beiden Schiffe zwischen Silver Island und Fort Hsing-Shan. Zuerst war Gewehrfeuer zu hören und die Besatzung der Preston bereitete ihr Maschinengewehr vor, als sie plötzlich von den 76-mm-Geschützen des Forts angegriffen wurden. Mehrere Schüsse verfehlten die Schiffe, aber einer traf schließlich die Feuerleitplattform der Preston, ohne dass es zu Verlusten kam. Daraufhin wurde ein 4-Zoll-Geschütz (100 mm) auf das Fort gerichtet und nach ein paar Schüssen wurden die chinesischen Geschütze vollständig zerstört gebracht.
Nach der Übergabe von Kungwo an die Briten kehrte William B. Preston nach Nanjing zurück und schloss sich später der HMS Cricket und der SS Wen-chow, 84 km südlich von Chinkiang, an. Erneut wurden die Schiffe von Scharfschützen bedrängt, doch das Maschinengewehrfeuer der Cricket zwang die Chinesen schnell zum Rückzug. Später schickten die Japaner die Kanonenboote Hodero, Katata, Momo und Shinoki. Die Italiener schickten das Kanonenboot Ermanno Carlotto und die Franzosen die Aviso La Marne für die Evakuierung ihrer Bürger in Nanjing.
Am 26. März stellte der NRA-Kommandeur Cheng Qian die Ordnung in Nanjing wieder her und hielt die Soldaten erfolgreich von weiteren feindseligen Handlungen gegen ausländische Truppen ab, während er das Rote Kreuz bat, einen Waffenstillstand mit ausländischen Marineschiffen zu vermitteln. Am 27. März verließ die Preston mit 70 weiteren Flüchtlingen an Bord Nanking und fuhr flussabwärts. Lieutenant Commander G. B. Ashe erinnerte sich später daran, dass die Chinesen an einer Flussbiegung außerhalb von Nanking ein Feldgeschütz aufgestellt hatten, so dass er ein allgemeines Quartier weit vor der Batterie anordnete; als das Schiff um die Biegung fuhr, schossen die Chinesen nicht. Am Ende dieses Tages waren alle Feindseligkeiten beendet. Insgesamt kamen etwa 40 Menschen ums Leben, darunter ein britischer Matrose (im Dienstrang eines Able Seaman) von der Emerald John Knox aus Glasgow und der Feuerwehrmann Ray D. Plumley. Die amerikanischen Streitkräfte, die an dem „Zwischenfall in Nanking“ beteiligt waren, erhielten die Yangtze Service Medalie. Drei Signalmänner der U.S. Navy, die die konsularische Kommunikation vom Dach des Gebäudes unter Dauerbeschuss aufrechterhielten, wurden ebenfalls mit dem Navy Cross ausgezeichnet.
Die nationalistische Regierung gab daraufhin eine Erklärung ab, in der sie die Deserteure aus Zhang Zongchangs Armee für die Angriffe auf die ausländischen Konsulate verantwortlich machte, und beschuldigte auch die kommunistischen Soldaten innerhalb der NRA, Gräueltaten begangen zu haben, die fälschlicherweise der Kuomintang zugeschrieben wurden.

## Antikommunistische Säuberung und zweite Phase (April 1927 – Juni 1928)

### Interne Konflikte zwischen den Nationalisten (April – August 1927)

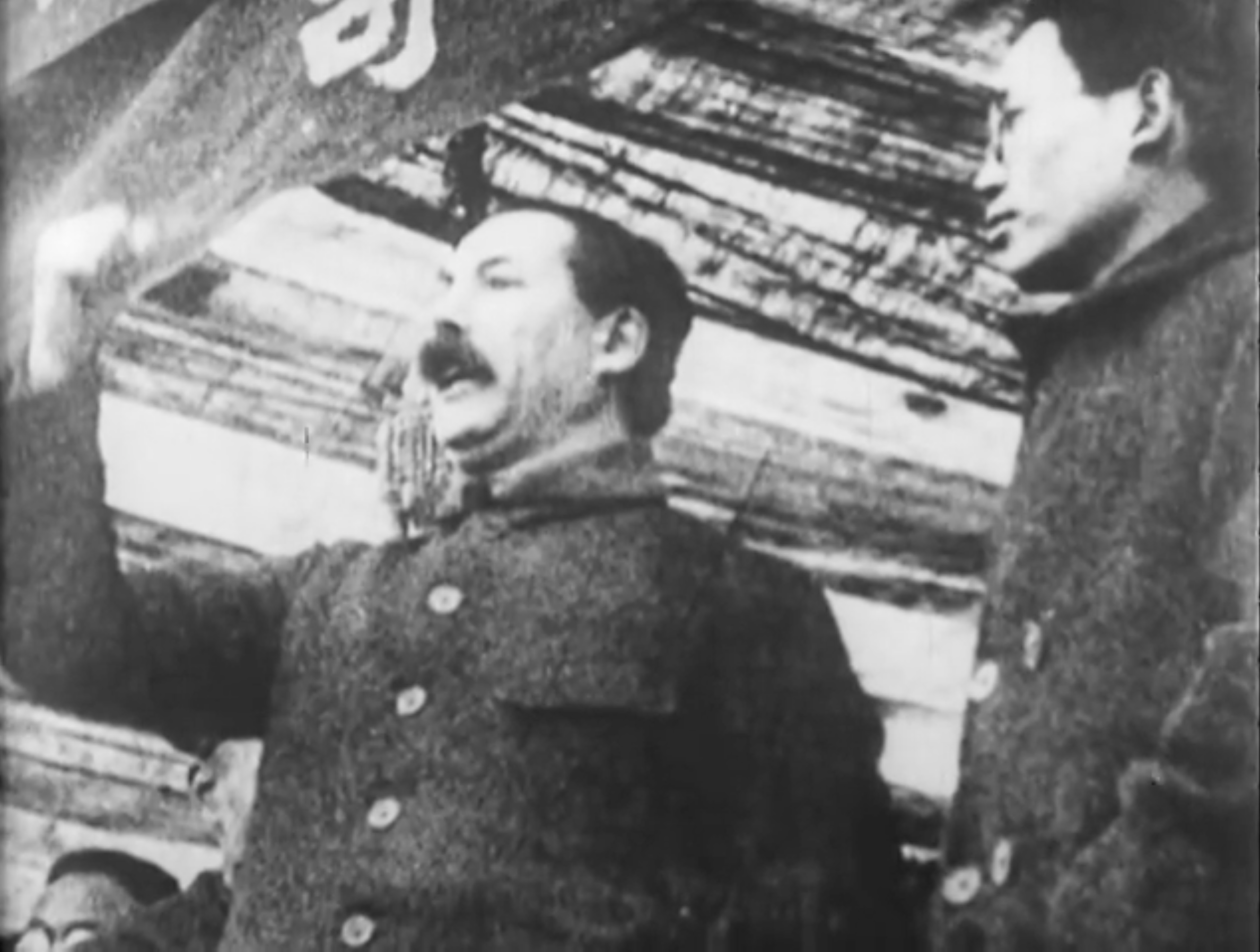
Borodin hält eine Rede in Wuhan, 1927.

Als Teil der Ersten Einheitsfront waren viele Mitglieder der Kommunistischen Partei Chinas (KPCh) der KMT beigetreten und übten erheblichen Einfluss auf deren linke Fraktion aus. Michail Borodin, der offizielle Verbindungsmann zwischen der KMT und der sowjetischen Regierung in Moskau, hatte Jahre damit verbracht, dieses Bündnis zu kultivieren, während er insgeheim die Expansion der KPCh förderte. Dieser von der Sowjetunion unterstützte linke Flügel der KMT dominierte die nationalistische Regierung in Wuhan, die ihren Zorn zunehmend gegen den Oberbefehlshaber der NRA, Chiang Kai-shek, richtete. Am 1. April erließ die Regierung in Wuhan auf Anraten Borodins Erlasse, die Chiang seine Befugnisse in den Bereichen Außenpolitik, Finanzen und Kommunikation entzogen und befahl ihm, seinen Kommandoposten in Shanghai zu verlassen und an die Front zu gehen. Diese Befehle hatten keine Wirkung, da Wuhan fast keine militärischen Befugnisse besaß. Die Regierung beabsichtigte, eine kleine Truppe nach Nanjing zu schicken, um Chiang zu „entwaffnen“, stellte diesen Plan jedoch nach der Rückkehr von Wang Jingwei aus dem europäischen Exil zurück. Wang, der auf Drängen von Regierungsmitgliedern nach China zurückgereist war, wurde in Shanghai von Chiang empfangen, der ihm eine Machtteilung anbot. Wang erklärte sich bereit, das Angebot zu prüfen und bestieg am 7. April ein Schiff nach Wuhan. Er kam am 10. April an, wo er von der Führung in Wuhan freudig begrüßt wurde. Nachdem die Regierung von Wang von Chiangs Angebot erfahren hatte, beschloss sie, ihre begrenzten Kräfte stattdessen nach Peking zu richten. Chiang hingegen bereitete bereits eine Säuberungsaktion gegen die Kommunisten in Shanghai vor.
Zwischen dem 12. und 14. April wurden Hunderte von Kommunisten in Shanghai verhaftet und auf Befehl von Chiang in einem Aufruhr getötet, der als „Shanghai-Massaker“ bezeichnet wurde und das Bündnis zwischen den Nationalisten und den Kommunisten beendete. Die Säuberungsaktion wurde von Wang Jingwei, dem jetzigen Regierungschef von Wuhan, verurteilt, wodurch die Spaltung zwischen den in Wuhan ansässigen Linken der KMT und den Rechten der KMT, die daraufhin ihre eigene Regierung in Nanjing gründeten, formalisiert wurde. Die prekäre Lage der NRA in Nanjing war offensichtlich: Bei den Feierlichkeiten zur Ernennung der Stadt zur Hauptstadt Chinas beschoss die Artillerie des Kriegsherrn Zhang Zongchang das Ufer der Stadt von der anderen Seite des Jangtse aus.
Da das Gebiet zwischen Nanjing und Shanghai ständig von der NPA angegriffen wurde, starteten die NRA und mit ihr verbündete Kräfte im Mai 1927 eine Reihe unabhängiger Offensiven. Feng Yuxiang und seine Guominjun verließen zuerst ihre Basis in Shaanxi und marschierten auf Luoyang in Henan. Am 10. Mai überquerten die Erste und die Sechste Armee der NRA den Jangtse in Anhui und am 16. Mai führte Li Zongren, der im westlichen Anhui stationiert war, die Siebte Armee in Richtung Hefei. Gleichzeitig startete die Regierung von Wuhan ihren eigenen Feldzug in der Provinz Henan unter der Führung von Tang Shengzhi, der zum Oberbefehlshaber der Armee von Wuhan ernannt wurde. Mit Hilfe der übergelaufenen Reste von Wu Peifus Truppen rückte Tang gegen die Truppen des „jungen Marschalls“ Zhang Xueliang, Zhang Zuolins Sohn, vor und drängte sie bis zu einem Fluss bei Yancheng zurück.

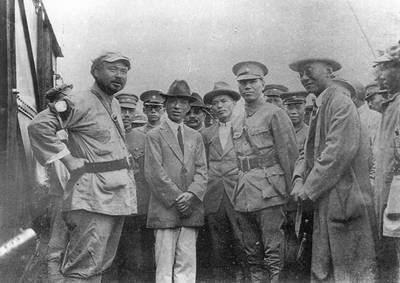
Feng Yuxiang trifft sich am 19. Juni 1927 mit Chiang Kai-shek in Xuzhou.

Am 20. Mai hatte Li die Stadt Bengbu eingenommen, während Chiang einen vierzackigen Angriff durch Jiangsu auf die Machtbasis der Warlords in Shandong startete. He Yingqin führte die Erste Armee der NRA bei Zhenjiang über den Jangtse und rückte zur Einnahme von Haizhou vor. Am 28. Mai nahm Li Suzhou ein, während die Guominjun Luoyang eroberten und Zhang Zongchang zwangen, seine Truppen nach Shandong zurückzuziehen, während Zhang Xueliang sich nördlich des Gelben Flusses zurückziehen musste. Nach Xueliangs Rückzug zog Feng Yuxiang von Luoyang aus nach Osten in Richtung Zhengzhou. Am 2. Juni schließlich eroberte die NRA den wichtigen Eisenbahnknotenpunkt Xuzhou. Da sowohl die Longhai-Bahn  als auch die Peking-Hankou-Eisenbahn unter der Kontrolle der NRA bzw. der Guominjun standen, kam Feng in direkten Kontakt mit den Fraktionsregierungen von Wuhan und Nanjing, die beide seine Hilfe suchten. Am 10. und 11. Juni traf er in Zhengzhou mit Wang Jingwei und Tang Shengzhi zusammen und reiste dann am 19. Juni nach Xuzhou zu einem Treffen mit Chiang Kai-shek. Am nächsten Tag kündigte Feng an, dass er sich mit der Nanjing-Partei verbünden und die Kommunisten aus den von ihm kontrollierten Gebieten vertreiben würde, wodurch der Plan der Regierung in Wuhan, nach Norden vorzustoßen, zunichtegemacht wurde. Chiang beabsichtigte, nach Shandong vorzustoßen, wurde jedoch durch die Ankunft der japanischen Kwantung-Armee im Juni vereitelt, die angeblich zum Schutz der japanischen Bürger in Qingdao eingesetzt worden war. Um diese Zeit zog sich Wu Peifu mit seinen verbliebenen Truppen nach Sichuan zurück, wo er seinen Rückzug ankündigte. Am 5. Juli lief der NPA-General Chen Yi-yen zur NRA über, konnte aber seine 10.000 Soldaten in Qingdao nicht davon überzeugen, dies ebenfalls zu tun.
In Wuhan begann Tang Shengzhi, seine Truppen für einen Angriff auf die Regierung in Nanjing zu mobilisieren. Chiang war sich dieser Bedrohung bewusst und rief Truppen von der Grenze zu Shandong zurück, um Tang aufzuhalten. Im Gegenzug griff die NPA Anfang Juli Chiang an und eroberte einen Großteil der verlorenen Gebiete zurück. Am 24. Juli hatte die NPA Xuzhou zurückerobert. Angesichts der zunehmenden Verluste der Kriegsherren begannen die Fraktionen von Wuhan und Nanjing Versöhnungsgespräche. Die Regierung in Wuhan säuberte ihre Reihen von Kommunisten (Zwischenfall vom 15. Juli) und wies sowjetische Berater aus, was eine Annäherung zwischen den beiden Fraktionen ermöglichte, aber auch den kommunistischen Nanchang-Aufstand auslöste, der ihre Autorität schwächte. In der Zwischenzeit wurde jedoch die Gegenoffensive der NPA fortgesetzt, die am 9. August Bengbu erreichte und Chiang zum Rückzug seiner Truppen südlich des Jangtse zwang. Als Gegenleistung für seine Kooperation verlangte Wang Jingwei, dass Chiang von seinem Posten als Oberbefehlshaber zurücktrat und auf alle politischen Titel verzichtete. Dementsprechend trat Chiang am 12. August von seinem Posten zurück, was jedoch nicht unmittelbar zur Wiedervereinigung der Fraktionen von Wuhan und Nanjing führte.

#### Shanghai-Massaker (Detaildarstellung)
Am 5. April traf Wang Jingwei aus dem Ausland in Shanghai ein und traf mit dem KPCh-Führer Chen Duxiu zusammen. Nach ihrem Treffen gaben sie eine gemeinsame Erklärung ab, in der sie den Grundsatz der Zusammenarbeit zwischen der KMT und der KPCh bekräftigten, obwohl Chiang und andere KMT-Älteste dringend darum baten, den kommunistischen Einfluss zu beseitigen. Als Wang am nächsten Tag Shanghai in Richtung Wuhan verließ, forderte Chiang den Führer der „Grünen Bande“, Du Yuesheng und andere Bandenführer in Shanghai auf, eine konkurrierende Gewerkschaft zu gründen, um sich der von den Kommunisten kontrollierten „Shanghaier Gewerkschaft“ entgegenzustellen; er traf letzte Vorbereitungen für die Säuberung von KPCh-Mitgliedern.
Am 9. April verhängte Chiang in Shanghai das Kriegsrecht, und die Zentrale Kontrollkommission gab die Proklamation „Schutz der Partei und Rettung des Landes“ heraus, in der die Politik der Zusammenarbeit der nationalistischen Regierung von Wuhan mit der KPCh angeprangert wurde. Am 11. April erließ Chiang einen geheimen Befehl an alle Provinzen, die unter der Kontrolle seiner Streitkräfte standen, um Kommunisten aus der KMT zu entfernen.
Noch vor dem Morgengrauen des 12. April begannen Bandenmitglieder mit Angriffen auf Bezirksbüros, die von den Gewerkschaftern kontrolliert wurden, darunter Zhabei, Nanshi und Pudong. Per Notstandsdekret befahl Chiang der 26. Armee, die Arbeitermilizen zu entwaffnen; dabei wurden mehr als 300 Menschen getötet und verwundet. Die Gewerkschafter organisierten am 13. April eine Massenversammlung, auf der Chiang Kai-shek angeprangert wurde und Tausende von Arbeitern und Studenten zogen zum Hauptquartier der 2. Division der 26. Armee. Die Soldaten eröffneten das Feuer, töteten 100 Menschen und verwundeten viele weitere. Chiang löste die „provisorische Regierung von Shanghai“, die Gewerkschaften und alle anderen Organisationen, die unter kommunistischer Kontrolle standen, auf und reorganisierte ein Netz von Gewerkschaften, die der Kuomintang die Treue hielten und unter der Kontrolle von Du Yuesheng standen. Einigen Quellen zufolge wurden mehr als 1000 Kommunisten verhaftet, etwa 300 hingerichtet und mehr als 5000 vermisst; andere geben an, dass 5000 Kommunisten getötet wurden, während andere behaupten, dass bis zu 10.000 getötet wurden. Westliche Nachrichtenberichte gaben General Bai später den Spitznamen „Der Hüter der kommunistischen Köpfe“. Einige Kommandeure der NRA mit kommunistischem Hintergrund, die Absolventen der Whampoa-Militärakademie waren, hielten ihre Sympathien für die Kommunisten geheim und wurden nicht verhaftet und viele wechselten nach Beginn des chinesischen Bürgerkriegs zur KPCh.

#### Zwischenfall vom 15. Juli (Detaildarstellung)
Am 15. Juli hielt Wang Jingwei eine Sitzung innerhalb der KMT ab, auf der er den Inhalt der „Mai-Instruktionen“ offiziell bekannt gab und die Beschlüsse der KPCh verurteilte; er hielt jedoch an der Position fest, dass die Kommunisten mit gewaltfreien Methoden aus Wuhan entfernt werden sollten. Dieser Vorschlag fand die Zustimmung der meisten Mitglieder; der einzige, der protestierte und die Sitzung verließ, war der Vertreter von Song Qingling, Eugene Chen. Am Ende verabschiedete die Versammlung die „Politik der Einheit der Partei“, eine Erklärung, die sich gegen die Erklärung der KPCh richtete und alle Kommunisten innerhalb der KMT und der Armee aufforderte, unverzüglich ihren Austritt aus der KPCh zu erklären oder mit dem sofortigen Ausschluss zu rechnen. Darüber hinaus entsandte die Regierung in Wuhan Gesandte nach Moskau, um zu erörtern, wie die Freiheit und Sicherheit der Kommunisten, die im Begriff waren, auszutreten, bilateral gewährleistet werden könnte. Nachdem Wang von der Erklärung der KPCh vom 13. Juli erfahren hatte, beschuldigte er am folgenden Tag im Namen des Präsidiums des politischen Komitees die kommunistische Partei, „die Revolution ruiniert“ zu haben und suspendierte alle Kommunisten aus der Regierung von Wuhan.
Der sowjetische Chefberater der Regierung in Wuhan, Michail Borodin, verließ Wuhan heimlich zwischen dem 13. und 16. Juli. Als General He Jian von seiner Abreise erfuhr, eröffnete er das Feuer auf Borodins ehemaliges Hauptquartier und das Kriegsrecht wurde verhängt. Die KMT-Kräfte, die Chiang Kai-shek treu ergeben waren, übernahmen allmählich die Kontrolle über die Stadt und Jians Truppen führten Razzien in den Hochburgen der Linken durch und verhafteten oder töteten diejenigen, die noch nicht geflohen waren. Der sowjetische Militärberater Wassili Blücher entging einem Attentat, als er die Stadt in Richtung Shanghai verließ, wo er sich von Chiang verabschiedete, der ihm die Flucht nach Russland ermöglichte. Am 18. Dezember war Wuhan mit antikommunistischen, antisowjetischen und Anti-Borodin-Propagandapostern überschwemmt. Obwohl die Regierung in Wuhan die Kommunisten säuberte, bedeutete dies nicht, dass ihre Konfrontation mit Chiang Kai-shek beendet war und sie betrachtete ihn weiterhin als „einzigen Feind unseres Landes und unserer Partei“.
Als Reaktion auf die Säuberungen begannen die KPCh-Kräfte am 1. August den Nanchang-Aufstand gegen die KMT-Regierung in Wuhan und damit den Chinesischen Bürgerkrieg; erst am 19. August versöhnte sich die Regierung in Wuhan mit der Regierung in Nanjing.

#### Nanchang-Aufstand (Detaildarstellung)

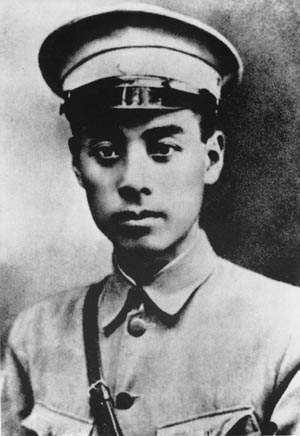
Zhou Enlai, in den 1920er Jahren, Anführer der kommunistischen Aufständischen.

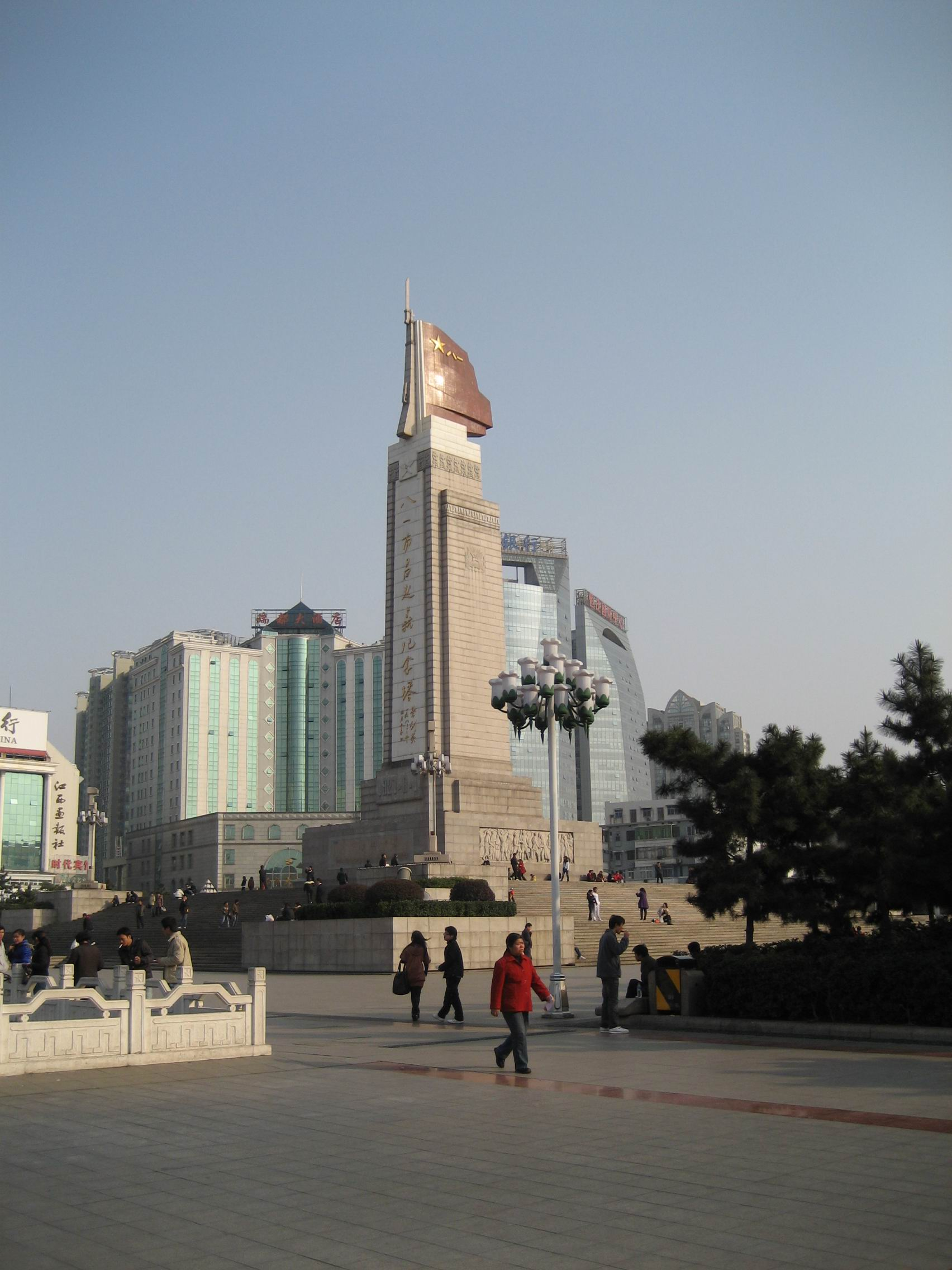
Gedenkturm für den Nanchang-Aufstand.

Der Nanchang-Aufstand (chinesisch 南昌起义/南昌起義, Nánchāng qǐyì) begann in der Nacht vom 31. Juli auf den 1. August 1927 in der Stadt Nanchang, Jiangxi, und war die erste größere militärische Auseinandersetzung zwischen den Nationalisten und den Kommunisten im Chinesischen Bürgerkrieg. Obwohl er ein Fehlschlag war, gilt er als Geburtsstunde der Volksbefreiungsarmee und hat im Selbstverständnis der Volksrepublik China einen entsprechend hohen Stellenwert.
Er wurde von den Kommunisten gestartet, nachdem die ursprüngliche Allianz zwischen Kuomintang und Kommunisten zerbrochen war und die Kuomintang in Shanghai Massaker an Kommunisten und allem, was man dafür hielt, verübt hatte und sich die linksgerichtete Wuhan-Regierung der Kuomintang gegen die Kommunisten gewandt hatte. Bis zum Sommer 1927 waren alle Aufstände der Kommunisten gescheitert. Josef Stalin war aber der Ansicht, dass der Bruch der Einheitsfront aus Kommunistischer Partei und Kuomintang das Signal für bewaffnete Aufstände und für die Machtergreifung und die Einrichtung von Sowjets überall in China darstellte. Aus diesem Grund verlangte die Komintern von der KPC, weiterhin zügig Aufstände zu organisieren und übersandte teilweise absurde Direktiven.
Mao Zedong war unter den ersten, die erkannten, dass die KP im Kampf um die Macht nur dann erfolgreich sein könne, wenn sie über eigenes Militär verfügt. Politischer Kampf, Massenbewegung und Einheitsfront seien sinnlos, weil im militarisierten China der 1920er Jahre alle politische Macht aus den Gewehrläufen kommt. Nach Maos Ansicht sollte sich eine solche kommunistische Armee aus verarmten Bauern rekrutieren. Maos Vorschlag, in schwer zugänglichen Gebieten kommunistische Basen einzurichten, wurde von der Komintern aber nur bedingt genehmigt. Das Politbüro der KPdSU entschied jedoch, der KPC Waffen für die Ausrüstung eines Korps zur Verfügung zu stellen und plante, 15.000 Gewehre, 10 Millionen Schuss Munition, 30 Maschinengewehre und vier Geschütze mit 2000 Granaten – Gesamtwert 1,1 Millionen Rubel – über Wladiwostok nach China zu verschiffen. Die chinesischen Kommunisten sollten eine Armee übernehmen und einen Hafen erobern, über den die Waffen an Land gebracht werden konnten. Vom 19. bis 22. Juli trafen sich die Organisatoren des Aufstandes Li Lisan, Tan Pingshan und Zhou Enlai in Jiujiang und entschieden, den Aufstand in Nanchang durchzuführen. Die Komintern hieß diesen Plan jedoch nicht gut und versuchte über Zhang Guotao, den Aufstand aufzuhalten, er wurde jedoch nur um einen Tag verzögert.
In der Nacht vom 31. Juli auf den 1. August 1927 rebellierten Teile der 2. Frontarmee der Nationalrevolutionären Armee, die den Kommunisten nahestanden und vom linken Kuomintang-General Zhang Fakui befehligt wurden. Der Aufstand wurde von Zhou Enlai, Zhang Guotao und Peng Pai organisiert. Das direkte Kommando übernahmen He Long, der das 20. Korps befehligte, Ye Ting, dem das unabhängige Regiment des 4. Korps unterstand und Zhu De, der das Übungsregiment des 9. Korps führte. Den etwa 20.000 Aufständischen gelang die Einnahme der Stadt Nanchang, wonach sie das Zentrale Revolutionäre Komitee der Kuomintang ausriefen und vorgaben, unter dem Banner der Einheitsfront zu handeln. Die nationalistischen Regierungstruppen reagierten mit einer sofortigen Belagerung Nanchangs. Den kommunistischen Aufständischen gelang es wenige Tage später, den Belagerungsring zu durchbrechen. Der Plan war es, die Stadt Shantou und ihren Hafen einzunehmen sowie sich mit dem Hailufeng-Sowjet von Peng Pai zu vereinigen. Ende September und Anfang Oktober erlitten die Truppen beim Versuch der Eroberung Shantous jedoch eine Niederlage. He Long floh nach Hongkong, Ye Ting und Peng Pai setzten sich nach Lufeng ab. Zu De führte eine etwa 1000 Männer umfassende Armee in Richtung der Grenze zwischen Guangdong und Jiangxi.
Mao Zedong war weder in die Planung noch die Durchführung des Aufstandes involviert. Er bot sich an, eine Bauernarmee zu organisieren, um He Long zur Hilfe zu kommen, was von der Parteiführung als unrealistisch abgelehnt wurde. Dass Mao mit diesem Aufstand nichts zu tun hatte, erwies sich später als Vorteil für ihn, weil man ihm in dieser Hinsicht keinen Fehler anlasten konnte, zahlreiche andere Politiker der Partei diesbezüglich aber belastet waren.
Im April 1928 trafen die verbliebenen, von Zhu De geführten Soldaten – darunter auch Lin Biao – in Jinggangshan ein und vereinigten sich dort mit den Truppen von Mao Zedong, die nach dem gescheiterten Herbsternte-Aufstand in Hunan hierher geflohen waren. Zhu und Mao errichteten in der Folge das „Revolutionäre Basisgebiet von Jinggangshan“.
Die Verantwortung für diesen blutigen Fehlschlag musste Chen Duxiu übernehmen. Er wurde am 7. August 1927 als Parteivorsitzender abgesetzt und diente danach als Sündenbock für die falsche Chinapolitik der Komintern und alle Fehler der Partei. Den Parteivorsitz übernahm Qu Qiubai, und Li Lisan wurde Chef der Propagandaabteilung.
Die Stätte des Hauptquartiers der Rebellion vom 1. August 1927 („Ba-Yi“ qiyi zhihuibu jiuzhi "八一"起义指挥部旧址) steht seit 1961 auf der Liste der Denkmäler der Volksrepublik China (1-13). Die Volksbefreiungsarmee trägt das historische Datum auf ihrer Insigne. Der 1. August ist heute in der Volksrepublik China der Tag der Chinesischen Volksbefreiungsarmee, wenngleich die kommunistischen Streitkräfte damals noch nicht so hießen.

### Ohne Chiang Kai-shek (August 1927 – Januar 1928)

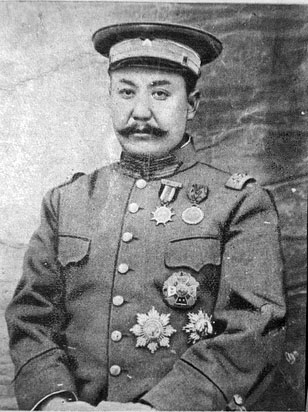
Der Kriegsherr von Shanxi, Yan Xishan, begann im Oktober 1927 mit dem Kampf gegen die NPA und stärkte die militärische Position der KMT.

Während die beiden Seiten versuchten, ihre politischen Differenzen beizulegen, bombardierten Sun Chuanfangs Truppen Nanjing weiterhin von der anderen Seite des Jangtse aus. Sun spürte die anhaltende Verwirrung der NRA und versuchte, entgegen den Wünschen des NPA-Führers Zhang Zuolin, Shanghai zurückzuerobern. Am 25. August wurden NPA-Landungstrupps losgeschickt, um den Jangtse bei Longtan in der Nähe von Nanjing zu überqueren. Am frühen Morgen des 26. August überquerten Tausende von Suns Truppen den Fluss und versammelten sich am Longtan-Bahnhof der Eisenbahnlinie Shanghai-Nanjing. Li Zongrens Siebte Armee der NRA konnte die NPA kurzzeitig von der Bahnlinie vertreiben, doch am nächsten Tag überquerten weitere Tausende von Suns Truppen, darunter auch Söldnereinheiten der Weißen Bewegung, den Fluss und eroberten den Bahnhof zurück, so dass der Kontakt zwischen Nanjing und Shanghai unterbrochen war. Die taumelnde NRA sandte Rundschreiben an alle Fraktionen der revolutionären Bewegung und rief zur Einheit angesichts der vorrückenden Truppen Suns auf. Um Sun unter Druck zu setzen, starteten Feng Yuxiang und seine Guominjun am 28. August einen Angriff auf Shandong, während Wuhan seine Truppen nach Norden schickte, um Sun zu flankieren und He Yingqin sich von Shanghai aus näherte. Da die NPA eingekesselt war und keine Truppen mehr über den Fluss bewegen konnte, war sie gezwungen, den Bahnhof Longtan am 30. August aufzugeben. In einem verzweifelten Versuch, Widerstand zu leisten, sammelte Sun seine 40.000 verbliebenen Truppen und startete am 31. August eine Gegenoffensive, die jedoch in einer hart umkämpften Schlacht mit mehr als 10.000 Toten niedergeschlagen wurde. Während Sun nach Shandong entkommen konnte, mussten sich seine überlebenden Truppen der NRA ergeben.

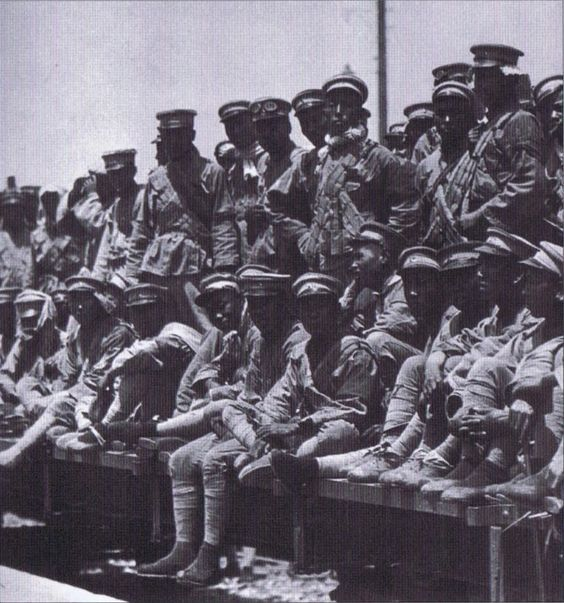
Soldaten des Beiyang-Kriegsherrn auf dem Rückzug mit der Eisenbahn.

Nach dem Sieg wurden die Versöhnungsgespräche am 7. September wieder aufgenommen, und am 15. September wurde die Regierung in Wuhan aufgelöst und in Nanjing eine neue gemeinsame Regierung unter der Führung von Generälen der Guangxi-Clique gebildet. Wang Jingwei weigerte sich, der neuen Regierung beizutreten, ebenso wie Tang Shengzi, der ein unabhängiger Warlord wurde und Hubei, Hunan, Jiangxi und Teile von Anhui kontrollierte. Auf der anderen Seite schloss sich der bis dahin unabhängige Kriegsherr von Shanxi, Yan Xishan, mit seiner Provinz der Regierung von Nanjing an, verstärkte die NRA um 100.000 Mann und erhöhte den Druck auf Zhang Zuolin. In den folgenden Kämpfen konnten weder die Truppen aus Shanxi noch die aus Fengtian die Oberhand gewinnen. Yans Truppen hielten einer massiven Belagerung von Zhuozhou erfolgreich stand, erlitten aber am 15. Oktober eine schwere Niederlage bei Baoding. Die Bedrohung durch Tangs Truppen verhinderte jedoch ein weiteres Vordringen der NRA nach Norden, so dass sie im Oktober zur Niederschlagung der Rebellion überging. Tang wurde Anfang November besiegt und ging kurz darauf nach Japan ins Exil. Nachdem Tang beseitigt war, wurde der Vorstoß nach Norden fortgesetzt und erreichte Bengbu am 9. November. Die NRA und Feng Yuxiangs Guominjun setzten ihren Vormarsch fort und bewegten sich auf Xuzhou zu. Die NPA unternahm am 12. Dezember einen Gegenangriff mit Panzerzügen, wurde aber schnell von den vereinten NRA- und Guominjun-Kräften zurückgedrängt, die Xuzhou am 16. Dezember einnahmen. Die NPA zog sich daraufhin erneut nach Shandong zurück.
Unterdessen brach am 11. Dezember in Guangzhou ein kommunistischer Aufstand aus (Guangzhou-Aufstand). Der gewaltsame Aufstand wurde schnell niedergeschlagen und am 13. Dezember forderte Chiang Kai-shek den Abbruch aller noch bestehenden Beziehungen zur Sowjetunion. Die Regierung in Nanjing stimmte dem zu und äußerte auch ihren Verdacht bezüglich der Loyalität von Wang Jingwei, der sich nach dem Ende der Regierung in Wuhan in Guangzhou niedergelassen hatte. Wang ging am 17. Dezember nach Frankreich ins Exil und ebnete damit den Weg für Chiangs Rückkehr als Oberbefehlshaber. Angesichts des militärischen Erfolgs von Chiangs Whampoa-Truppen erklärten sich die verschiedenen KMT-Fraktionen bereit, die Legitimität von Chiangs Führung anzuerkennen. Folglich wurde Chiang offiziell eingeladen, am 1. Januar 1928 wieder das Kommando über die NRA zu übernehmen.

#### Guangzhou-Aufstand (Detaildarstellung)
Das Provinzkomitee der Kommunistischen Partei Chinas (KPCh) in Guangdong bereitete seit September 1927 einen Aufstand in Guangzhou vor. Ursprünglich war geplant, eine große Gruppe kommunistisch gesinnter Soldaten einzusetzen, die nach dem gescheiterten Nanchang-Aufstand nach Guangdong unterwegs waren. Nach diesen Plänen sollten die örtlichen Arbeiter und Bauern als Hilfstruppen dienen, während die Soldaten die Hauptlast der Kämpfe tragen sollten. Die Truppen aus Nanchang wurden jedoch Anfang Oktober bei Shantou besiegt, so dass sie nicht für den Aufstand in Guangzhou eingesetzt werden konnten. Der Parteichef der KPCh, Qu Qiubai, beschloss daraufhin, dass die Kommunisten die in Guangdong stationierten Soldaten für ihre Sache gewinnen mussten. Nach Erhalt des Befehls von Josef Stalin, den geplanten Aufstand Mitte Dezember zu starten, wurde im Laufe des Novembers von der zentralen Parteiführung und dem Sekretär von Guangdong, Zhang Tailei, in Shanghai ein endgültiger Plan für den Aufstand ausgearbeitet. Ursprünglich war die chinesische kommunistische Führung gegen die Pläne und machte gegenüber der sowjetischen Regierung geltend, dass sie keine Chance hatte, die Kontrolle über Guangzhou zu erlangen, gab aber schließlich dem sowjetischen Druck nach. Die KPCh ging davon aus, dass in Guangdong Kämpfe zwischen den mit der Kuomintang verbündeten Kriegsherren Zhang Fakui und Li Jishen bevorstanden, was ihnen die Möglichkeit bieten würde, das entstehende Chaos auszunutzen, indem sie mehrere simultane Aufstände anzettelten, um die Macht in der Provinz zu übernehmen.
Aufständische Bauern sollten das Land ins Chaos stürzen, Arbeiter sollten die Kreissitze übernehmen und ein Generalstreik sollte Guangzhou lahm legen. Eine eigene kommunistische Fraktion sollte die Insel Hainan erobern und eine Armee aus dem Hailufeng-Sowjet sollte Huizhou angreifen und dann gegen Guangzhou vorrücken. Letztendlich hielten sich die Kommunisten in Guangzhou jedoch nicht an diesen Plan. Der Konflikt zwischen Zhang Fakui und Li Jishen brach bereits am 27. November aus, als Ersterer Guangzhou in einem Überraschungsangriff einnahm. Danach zog Zhang jedoch den größten Teil seiner Truppen aus der Stadt ab, um sich Lis Gegenangriffen zu widersetzen. Als sich das Provinzkomitee von Guangdong am 27. November zusammensetzte, kam es zu dem Schluss, dass der Zeitpunkt für einen Aufstand in Guangzhou selbst ideal sei. Es ist nach wie vor sehr umstritten, wer genau für den weiteren Verlauf der Ereignisse verantwortlich war. Die Kommunisten in Guangdong behaupteten später, dass ihr Aufstand auf den mit der Parteiführung besprochenen Plänen beruhte, obwohl der Historiker Hsiao Tso-Liang die Ansicht vertrat, dass erstere nach wie vor völlig autonom und ohne das Wissen der letzteren handelten. Andere Historiker halten diese Ansicht für zu extrem und haben Beweise dafür vorgelegt, dass die zentrale Führung der KPCh über die laufenden Ereignisse in Guangdong informiert war. Darüber hinaus wird argumentiert, dass Agenten der Komintern, die sich in der Provinz aufhielten, das Provinzkomitee von Guangdong bei seiner Entscheidung über den Zeitpunkt und die Art und Weise des Aufstandes entscheidend beeinflusst haben könnten.

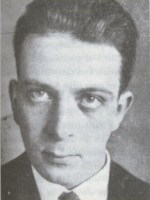
Heinz Neumann, 1930.

Unabhängig davon, wer für die Entscheidung verantwortlich war, begann das Guangdong-Komitee ab dem 27. November ernsthaft mit der Vorbereitung des Aufstands. Es wurde ein Revolutionärer Militärrat mit Ye Ting als Oberbefehlshaber und Zhang Tailei als Vorsitzenden eingesetzt. Irgendwann Anfang Dezember traf der Komintern-Agent Heinz Neumann in Guangdong ein und schloss sich den örtlichen Kommunisten an. Nach Angaben des KPCh-Führers Zhang Guotao erlangte Neumann großen Einfluss auf das Komitee und übernahm eine führende Rolle im Aufstand; andere glauben, dass er nur ein Bote Stalins war. Die Hauptkampftruppe des Aufstands bestand aus einer ad hoc gebildeten „Roten Garde“ aus 2.000 bewaffneten Arbeitern und einem kommunistisch unterwanderten Kadettenregiment von 1.200 Soldaten.
Am 11. Dezember 1927 befahl die politische Führung der KPCh rund 20.000 kommunistisch gesinnten Soldaten und bewaffneten Arbeitern, eine „Rote Garde“ zu organisieren und Guangzhou zu übernehmen. Der Aufstand fand trotz der starken Einwände kommunistischer Militärkommandeure wie Ye Ting, Ye Jianying und Xu Xiangqian statt, da die Kommunisten schlecht bewaffnet waren – nur 2.000 der Aufständischen hatten Gewehre. Dennoch gelang es den Aufständischen, innerhalb weniger Stunden den größten Teil der Stadt einzunehmen, obwohl die Regierungstruppen zahlenmäßig und technisch weit überlegen waren. Die kommunistische Führung benannte die politische Struktur der Stadt offiziell in „Sowjet der Arbeiter-, Soldaten- und Bauerndeputierten“ oder „Guangzhouer Sowjet“ um. Nach diesem anfänglichen Erfolg der Kommunisten rückten jedoch die 15.000 Soldaten der NRA in der Region in die Stadt ein und begannen, die Aufständischen zurückzudrängen. Nachdem fünf weitere NRA-Divisionen in Guangzhou eingetroffen waren, wurde der Aufstand schnell niedergeschlagen. Die Aufständischen erlitten schwere Verluste, und die Überlebenden mussten aus der Stadt fliehen oder sich verstecken. Die Komintern, insbesondere Neumann, wurde später dafür verantwortlich gemacht, dass die Kommunisten darauf bestanden, Guangzhou um jeden Preis halten zu müssen. Zhang Tailei, der führende Organisator der Roten Garde, wurde bei der Rückkehr von einem Treffen in einem Hinterhalt getötet. Die Machtübernahme löste sich am frühen Morgen des 13. Dezember 1927 auf.
Bei den darauf folgenden Säuberungen wurden viele junge Kommunisten hingerichtet, und der Guangzhouer Sowjet wurde als „Kantoner Kommune“, „Guangzhouer Kommune“ oder „Pariser Kommune des Ostens“ bekannt; er dauerte nur kurze Zeit und kostete mehr als 5.700 Kommunisten das Leben; ebenso viele wurden vermisst. Am 13. Dezember gegen 20 Uhr wurde das sowjetische Konsulat in Guangzhou umstellt und das gesamte Personal verhaftet. Bei dem Unfall wurden die Konsulatsdiplomaten Ukolow, Iwanow und andere getötet. Ye Ting, der militärische Befehlshaber, wurde zum Sündenbock gemacht, gesäubert und für die Niederlage verantwortlich gemacht, obwohl die offensichtlichen Nachteile der kommunistischen Streitkräfte die Hauptursache für die Niederlage waren, wie Ye Ting und andere militärische Befehlshaber richtig festgestellt hatten. Aus Wut über seine ungerechtfertigte Behandlung verließ Ye Ting China und ging nach Europa ins Exil, aus dem er erst fast ein Jahrzehnt später zurückkehrte.
Obwohl es sich um den dritten gescheiterten Aufstand von 1927 handelte und die Moral der Kommunisten sank, ermutigte er weitere Aufstände in ganz China.

### Neuordnung und Jinan-Zwischenfall (Januar – Mai 1928)
Da der eisige Winter in Nordchina jeden weiteren Vorstoß verhinderte, nutzte Chiang die Monate nach seiner Wiederernennung, um seine Kontrolle zu festigen und die Integrität der Verwaltung in Nanjing wiederherzustellen. Am 18. Februar erhielt Chiang den Titel „Oberbefehlshaber der nördlichen Expeditionsstreitkräfte“, während He Yingqin zum Stabschef der NRA ernannt wurde. Die NRA wurde in vier „Kollektivarmeen“ umorganisiert. Die erste kollektive Armee bestand größtenteils aus den ursprünglichen NRA-Kräften aus Guangzhou, die nun in der Region Nanjing-Shanghai stationiert waren. Die zweite kollektive Armee bestand aus Fengs Guominjun, die dritte aus Yans Shanxi-Truppen und die vierte aus Li Zongrens Guangxi-Clique. Zu diesem Zeitpunkt bestand die NRA aus einer Million Soldaten, von denen die meisten zu ehemaligen Kriegsherrenarmeen gehörten. In Vorbereitung auf die Wiederaufnahme des Feldzugs im März wies Chiang sein Außenministerium an, mit den Japanern zu verhandeln, um deren weiteres Eingreifen in Shandong zu verhindern.
Am 1. April begannen Fengs Zweite Kollektivarmee der NRA (Guominjun) und Yans Dritte Kollektivarmee der NRA mit dem Kampf gegen die NPA an der Grenze zwischen Henan und Handong und entlang der Eisenbahnlinie Peking-Suiyuan. Die Wiederaufnahme des Nordfeldzugs wurde von Chiang Kai-shek am 7. April offiziell eingeleitet. Nachdem die NPA-Linie durch die Angriffe von Feng und Yan aufgeweicht worden war, stieß die Erste Kollektivarmee der NRA entlang der Eisenbahnlinie Tianjin-Pukou nach Shandong vor und nahm am 16. April Tengzhou ein. Währenddessen stießen Fengs Truppen von Westen her nach Shandong vor und eroberten am 15. April Jiaxiang. Sun Chuanfang beschloss, eine Gegenoffensive gegen die Erste und Zweite Armee der NRA zu starten und es gelang ihm, die Erste Armee bis zur Longhai-Eisenbahn zurückzudrängen. Sein Angriff auf die Zweite Armee scheiterte und am 21. zwang ihn die kombinierte NRA zum Rückzug von Jining in die Provinzhauptstadt Jinan. Einem amerikanischen Bericht über Suns Rückzug zufolge „lief sich die große Mehrheit der Truppen bei diesem Rückzug buchstäblich die Sohlen aus den Schuhen, was in Verbindung mit dem Mangel an Lebensmitteln und dem völligen Fehlen von Unterkünften dazu führte, dass die riesige Horde keinen Gedanken mehr an weiteren Widerstand verschwendete“. Unterdessen begannen die Japaner, die von Suns Niederlage erfahren hatten, die Truppen der Kwantung-Armee per Zug von Qingdao nach Jinan zu verlegen.
Während die Zweite Kollektivarmee der NRA entlang des Südufers des Gelben Flusses nach Nordosten auf Jinan vorrückte, zweigte die Erste Kollektivarmee bei Tai’an von der Tianjin-Pukou-Eisenbahn nach Osten ab und überquerte das Taishan-Gebirge, um Jinan von Westen her über die Qingdao-Jinan-Eisenbahn anzugreifen. Diese Strategie war erfolgreich und am 29. April hatte die NRA Jinan fast eingekesselt. Die angeschlagene NPA zog sich auf das Nordufer des Gelben Flusses zurück, wo es zu Plünderungen und Gewaltausbrüchen kam. Zu diesem Zeitpunkt befanden sich bereits 3.000 japanische Soldaten in Jinan, die die 2.000 japanischen Zivilisten in der Stadt bewachten. Am nächsten Tag marschierten die Truppen der NRA in Jinan ein. Chiang Kai-shek traf am 2. Mai ein und versuchte, einen Rückzug der Japaner aus Jinan auszuhandeln, indem er dem örtlichen Kommandeur der Kwantung-Armee, Hikosuke Fukuda, Sicherheitsgarantien für die japanische Zivilbevölkerung gab. Fukuda stimmte zu und seine Truppen bereiteten sich in der Nacht auf den Abzug vor. Am nächsten Morgen brach ein Konflikt zwischen den chinesischen und japanischen Truppen aus, der später als „Jinan-Zwischenfall“ bezeichnet wurde. Was als kleinere bewaffnete Auseinandersetzung begann, eskalierte am 8. Mai zu einem umfassenden japanischen Angriff auf die Stadt. Dabei töteten die Japaner den KMT-Beauftragten für auswärtige Angelegenheiten, Cai Gongshi, mehrere Diplomaten und etwa fünftausend chinesische Zivilisten.

### Letzte Offensive und Einnahme Pekings (Mai – Dezember 1928)

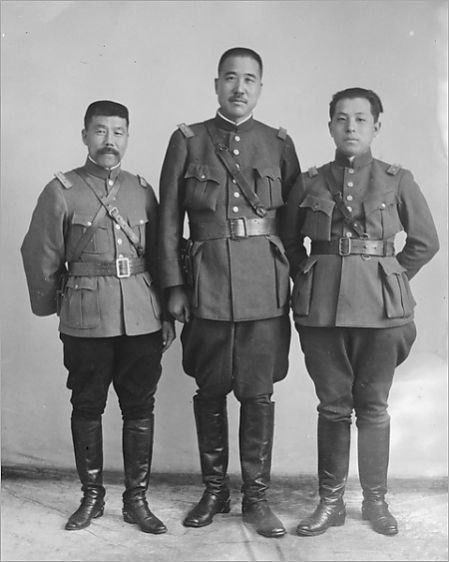
Als Zhang Xueliang (rechts) beschloss, Frieden mit der nationalistischen Regierung zu schließen, versuchten seine ehemaligen Untergebenen Zhang Zongchang (Mitte) und Chu Yupu (links) erfolglos, ihn zu stürzen.

Um eine weitere Konfrontation mit den Japanern zu vermeiden, setzte die Erste Armee der NRA ihren Marsch nach Norden fort und umging Jinan, um am 13. Mai Dezhou einzunehmen, während die Zweite Armee der NRA entlang der Peking-Hankou-Eisenbahn nach Norden zog. In der Zwischenzeit rückte die Dritte Armee der NRA unter Yan Xishan von ihrem Stützpunkt in Shanxi aus in Richtung Peking vor. Die Zweite und die Dritte Armee trafen in Baoding in der nordchinesischen Ebene aufeinander. Während die Zweite Armee diese Stadt belagerte, zog die Dritte Armee nach Norden in Richtung Zhangjiakou, dem Tor zu Peking. Am 17. Mai starteten die Truppen von Zhang Zuolin jedoch eine Gegenoffensive mit 200.000 Mann, die die Erste Armee zurückdrängte und die Zweite Armee 48 Kilometer südlich von Baoding. Als die Kämpfe immer näher an Peking heranrückten, schickten die Japaner ein Kommuniqué sowohl an die NRA als auch an Zhang, in dem sie davor warnten, dass jegliche Kämpfe in der Mandschurei zu einer japanischen Intervention in dieser Region führen würden. Zhang, der der KMT-Propaganda überdrüssig war, antwortete, dass er „Japans Interesse an der Mandschurei nicht anerkennen“ würde, was seine Position kompromittierte. Da seine Truppen demoralisiert waren, verpuffte der Schwung der NPA-Gegenoffensive am 25. Mai und die Dritte Armee konnte an diesem Tag Zhangjiakou und am nächsten Tag den Nankou-Pass einnehmen. Angesichts des wachsenden Drucks auf seine lebenswichtigen Eisenbahnverbindungen begann Zhang am 30. Mai mit dem allmählichen Rückzug seiner Truppen aus der nordchinesischen Tiefebene. Angesichts des NRA-Angriffs und unter dem Druck der Japaner beschloss Zhang, sich mit seinem Stab am 3. Juni mit dem Zug in die Mandschurei zu evakuieren. Am frühen Morgen des nächsten Tages explodierte eine von der japanischen Kwantung-Armee gelegte Bombe unter dem Zug und tötete Zhang beim so genannten „Huanggutun-Zwischenfall“. Seine verbliebenen Truppen, die noch mehr demoralisiert waren, brachen unter dem Druck des Vormarsches der NRA zusammen. Sun Chuanfang versetzte der NPA den endgültigen Schlag, als er seine Truppen aus der Verteidigungslinie zurückzog und am 4. Juni ins japanisch kontrollierte Dairen floh. Am 6. Juni marschierte die Dritte Kollektivarmee der NRA in Peking ein und beendete die Beiyang-Regierung. Die anderen Armeen der NRA trafen in den nächsten Tagen im Raum Peking ein. Zhang Zongchangs Untergebener Xu Yuanquan kapitulierte daraufhin am 11. Juni in Tianjin vor der Ersten kollektiven Armee der NRA.
Zhang Xueliang löste Zhang Zuolin als Führer der Fengtian-Clique ab und beschloss, den Krieg zu beenden und mit den Nationalisten zusammenzuarbeiten. Die von Zhang Zongchang und Chu Yupu geführte Shandong-Zhili-Armee weigerte sich, zu kapitulieren und zählte trotz der erlittenen Niederlagen immer noch etwa 60.000–70.000 Soldaten sowie mindestens drei Panzerzüge, die von weißrussischen Söldnern unter General Konstantin Nechaev bemannt waren. Da Zhang Xueliang sich auf die Seite der Nationalisten geschlagen hatte, erklärte Zhang Zongchang der Fengtian-Clique den Krieg. Mit japanischer Unterstützung verließ die Shandong-Zhili-Armee am 2. August ihren Stützpunkt in Tangshan, überquerte den Luan-Fluss und drang in die Mandschurei ein. Nach sechstägigen Kämpfen wurde die trotzige Warlord-Armee jedoch von der KMT und den mit Zhang Xueliang verbündeten Kräften in eine Falle gelockt; viele von Zhang Zongchangs Truppen (einschließlich der weißrussischen Söldner) liefen über oder desertierten und diejenigen, die eine Kapitulation verweigerten, wurden getötet. Am 29. Dezember 1928 erklärte Zhang Xueliang offiziell seine Zugehörigkeit zur nationalistischen Regierung in Nanjing, was das formelle Ende des Nordfeldzugs und die Wiedervereinigung Chinas bedeutete.

#### Huanggutun-Zwischenfall
In der Nacht des 3. Juni 1928 verließ Zhang Zuolin Peking, um mit dem Zug nach Shenyang zu fahren. Der Zug fuhr auf der Jingfeng-Bahn, einer Strecke, die von seinen eigenen Truppen stark bewacht wurde. Die einzige Stelle entlang der Bahnlinie, die nicht unter Zhangs Kontrolle stand, war eine Brücke einige Kilometer östlich des Bahnhofs Huanggutun am Stadtrand von Shenyang, wo die Südmandschurische Eisenbahn die Jingfeng-Bahn über eine Brücke kreuzte.
Oberst Daisaku Kōmoto, ein Nachwuchsoffizier der Kwantung-Armee, war der Ansicht, dass die Ermordung Zhangs der schnellste Weg sei, um einen neuen Führer einzusetzen, der den japanischen Forderungen entgegenkäme und plante eine Operation ohne direkten Befehl aus Tokio. Der japanische China-Experte Tōichi Sasaki behauptete, er habe Kōmoto auf diese Idee gebracht. Kōmotos Untergebener, Hauptmann Kaneo Tōmiya, war mit der Ausführung des Plans beauftragt. Die Bombe selbst wurde von dem Pionier-Oberleutnant Sadatoshi Fujii auf der Brücke platziert. Als Zhangs Zug am 4. Juni um 5:23 Uhr die Brücke passierte, explodierte die Bombe. Mehrere von Zhangs Beamten, darunter der Gouverneur der Provinz Heilongjiang Wu Junsheng, waren sofort tot. Zhang wurde tödlich verwundet und in sein Haus in Shenyang zurückgebracht. Er starb einige Stunden später.
Zum Zeitpunkt des Attentats war die Kwantung-Armee bereits dabei, Yang Yuting, einen hochrangigen General der Fengtian-Clique, zum Nachfolger Zhangs auszubilden. Das eigentliche Attentat überraschte jedoch offenbar selbst die Führung der Kwantung-Armee, da die Truppen nicht mobilisiert waren und die Kwantung-Armee keinen Vorteil daraus ziehen konnte, indem sie Zhangs chinesische Feinde beschuldigte und den Vorfall als Casus Belli für eine japanische Militärintervention nutzte. Stattdessen wurde der Vorfall von der internationalen Gemeinschaft und von den militärischen und zivilen Behörden in Tokio selbst scharf verurteilt. Das Auftauchen von Zhangs Sohn Zhang Xueliang als Nachfolger und Führer der Fengtian-Clique kam ebenfalls überraschend.

## Nachwirkungen

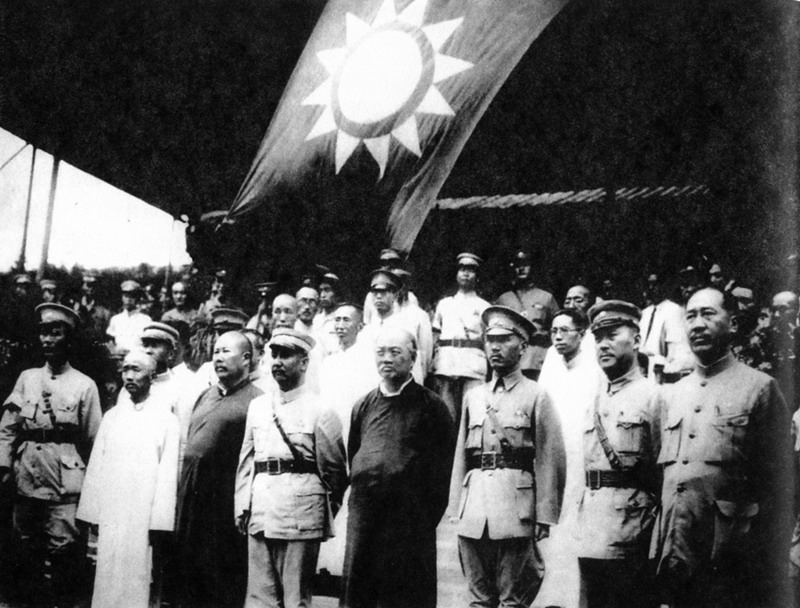
Die Anführer des Nordfeldzugs versammeln sich am 6. Juli 1928 im Mausoleum von Sun Yat-sen im Tempel der Azurblauen Wolken in Peking, um der Vollendung ihrer Mission zu gedenken. Von links nach rechts: Cheng Jun, Zhang Zuobao, Chen Diaoyuan, Chiang Kai-shek, Wu Zhihui, Yan Xishan, Ma Fuxiang, Ma Sida, Bai Chongxi.

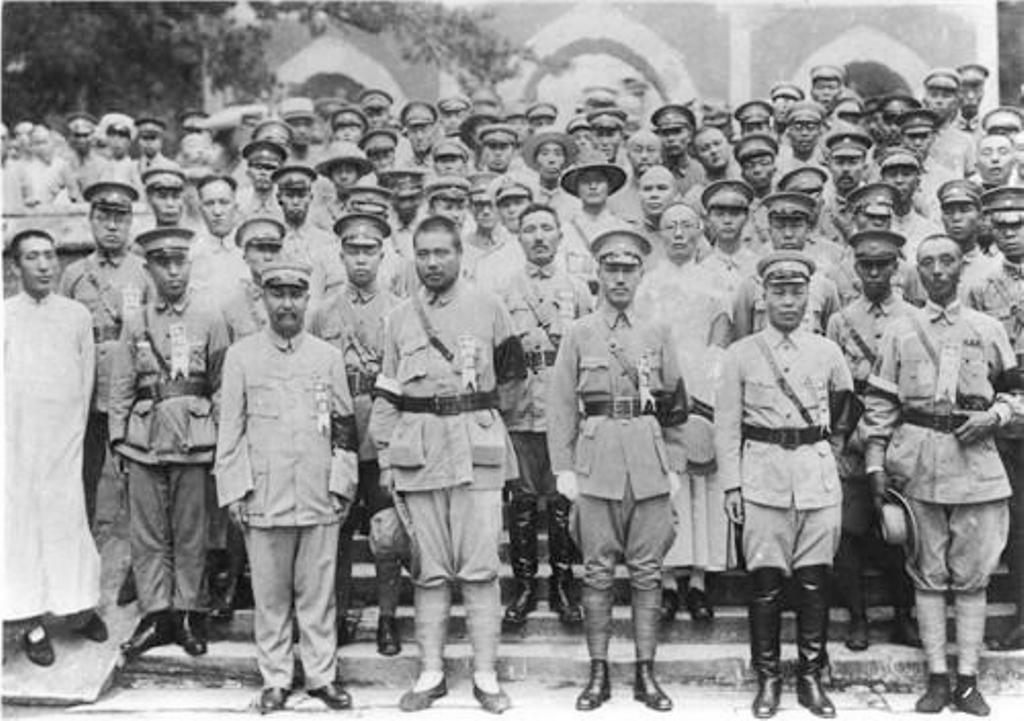
NRA-Generäle in Peking nach dem Nordfeldzug.

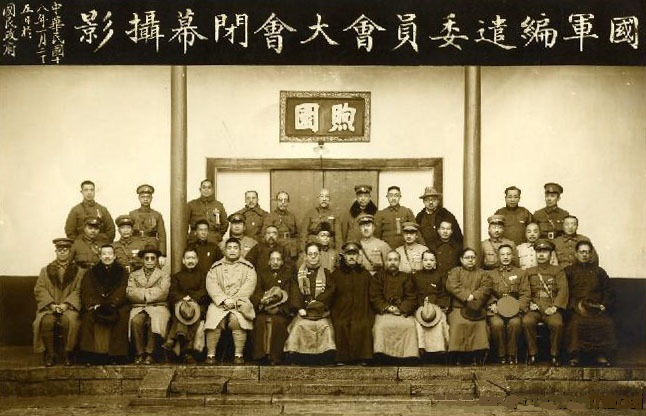
Sitzung des NRA-Ausschusses.

Nach der Einnahme Pekings begannen Chiang und seine Regierung rasch mit der Umstrukturierung der Regierung für Friedenszeiten. Im Juli trafen er und die Führer der vier kollektiven Armeen in Peking zusammen, um die Demobilisierung und Entwaffnung der rund 2,2 Millionen Soldaten zu besprechen, die in die NRA integriert worden waren. Chiang wollte die Armee um die Hälfte verkleinern, um Regierungsgelder für die Entwicklung des Landes freizusetzen. Der Mangel an Einigkeit in der neuen Regierung wurde schnell deutlich und am 14. Juli verließ Feng Yuxiang Peking. Vom 8. bis 14. August fand in Nanjing eine Generalversammlung der KMT statt. Auf dieser Versammlung, an der auch die Nicht-KMT-Mitglieder Feng und Yan Xishan teilnahmen, wurde vor allem das Thema Zentralisierung diskutiert. Chiang wollte die Macht, die durch verschiedene Provinzeinheiten ausgeübt worden war, in der Zentralregierung konzentrieren, um die provinzialistischen Tendenzen der Kriegsherrenzeit einzudämmen. Finanzminister T. V. Soong forderte die Zentralisierung aller Einnahmen in der Staatskasse. Letztendlich wurde jedoch erkannt, dass eine echte Zentralisierung nur möglich war, wenn die verschiedenen Befehlshaber, die ehemaligen Warlords, ihre finanzielle und militärische Macht an die nationale Regierung abtraten. Obwohl die KMT-Mitglieder diesen Prinzipien nominell zustimmten, war ihre Umsetzung in der Praxis alles andere als gesichert.
Die neue Friedensregierung in Nanjing wurde am 10. Oktober 1928, dem siebzehnten Jahrestag des Beginns der Xinhai-Revolution, mit Chiang an der Spitze eingesetzt. Das Land blieb jedoch de facto in fünf Bereiche unterteilt, die von militärischen Führern kontrolliert wurden. Die Nanjing-Fraktion kontrollierte das Gebiet um Nanjing und Shanghai, während die Guangxi-Clique Hubei, Hunan und Guangxi kontrollierte. Feng Yuxiangs Guominjun kontrollierte weiterhin Shaanxi, Henan und Teile von Shantung und Zhili, während Yan Xishan Shanxi, Peking und das Gebiet um Tianjin kontrollierte. Zhang Xueliang kontrollierte weiterhin die Mandschurei als quasi-unabhängigen Staat und die lokalen Kriegsherren in Sichuan, Yunnan und Guizhou blieben so, wie sie vor dem Nordfeldzug waren.
Der besiegte Kriegsherr Zhang Zongchang kehrte 1929 in sein ehemaliges Gebiet Shandong zurück, wo er eine Rebellion gegen seinen ehemaligen Untergebenen Liu Zhennian anzettelte, der während des Nordfeldzugs zu den Nationalisten übergelaufen war. Der Aufstand wurde zwar schnell niedergeschlagen, zeigte aber, dass die Regierung in Nanjing das riesige chinesische Territorium nur schwer unter Kontrolle hatte. Als Chiang versuchte, das Militär zu beschneiden und die Macht der nationalistischen Regierung in Nanjing zu zentralisieren, begannen die regionalen Kriegsherren, deren militärische Kräfte weitgehend intakt waren, ihre Treue zu Chiang aufzukündigen und eine Allianz gegen die KMT zu bilden. Dieser Kampf um die Vorherrschaft mündete in den bewaffneten Auseinandersetzungen des „Kriegs in den Zentralebenen“ von 1929 bis 1930. Obwohl Chiang in diesem Krieg, der seinen Status als einziger Führer ganz Chinas sicherte, letztlich siegreich war, setzten sich Regionalismus und Warlordismus fort, schwächten das Land und legten den Grundstein für den Zweiten Chinesisch-Japanischen Krieg und den chinesischen Bürgerkrieg.

### Innerhalb der Sowjetunion
Der Nordfeldzug wurde zu einem Streitpunkt zwischen Josef Stalin und Leo Trotzki in der Sowjetunion. Stalin ermutigte die KPCh mehrfach zur Zusammenarbeit mit der KMT, da er glaubte, die KMT sei besser in der Lage, die „chinesische Revolution“ zu vollenden. Trotzki war gegen eine Zusammenarbeit mit der KMT, da er glaubte, dass sie dem Konzept der proletarischen Revolution entgegenstand. Die Komintern unterstützte Stalins Entscheidung, die KMT finanziell zu unterstützen. Stalin, der in seiner China-Strategie die Bewaffnung von Arbeitern und Bauern verboten und die Zusammenarbeit mit der Bourgeoisie gefördert hatte, galt nach dem Scheitern der Einheitsfront als verwundbar. Dieses Scheitern kristallisierte seine Abkehr von der internationalen Revolution und seine Hinwendung zum „Sozialismus in einem Land“. Stalin würde der KPCh, die er später als „Margarine-Kommunisten“ bezeichnete, die mit ihrem Streben nach einer bäuerlichen statt einer arbeiterorientierten Revolution von der marxistischen Orthodoxie abwichen, nie wieder vertrauen.

### Krieg in den Zentralebenen

#### Erste Phase

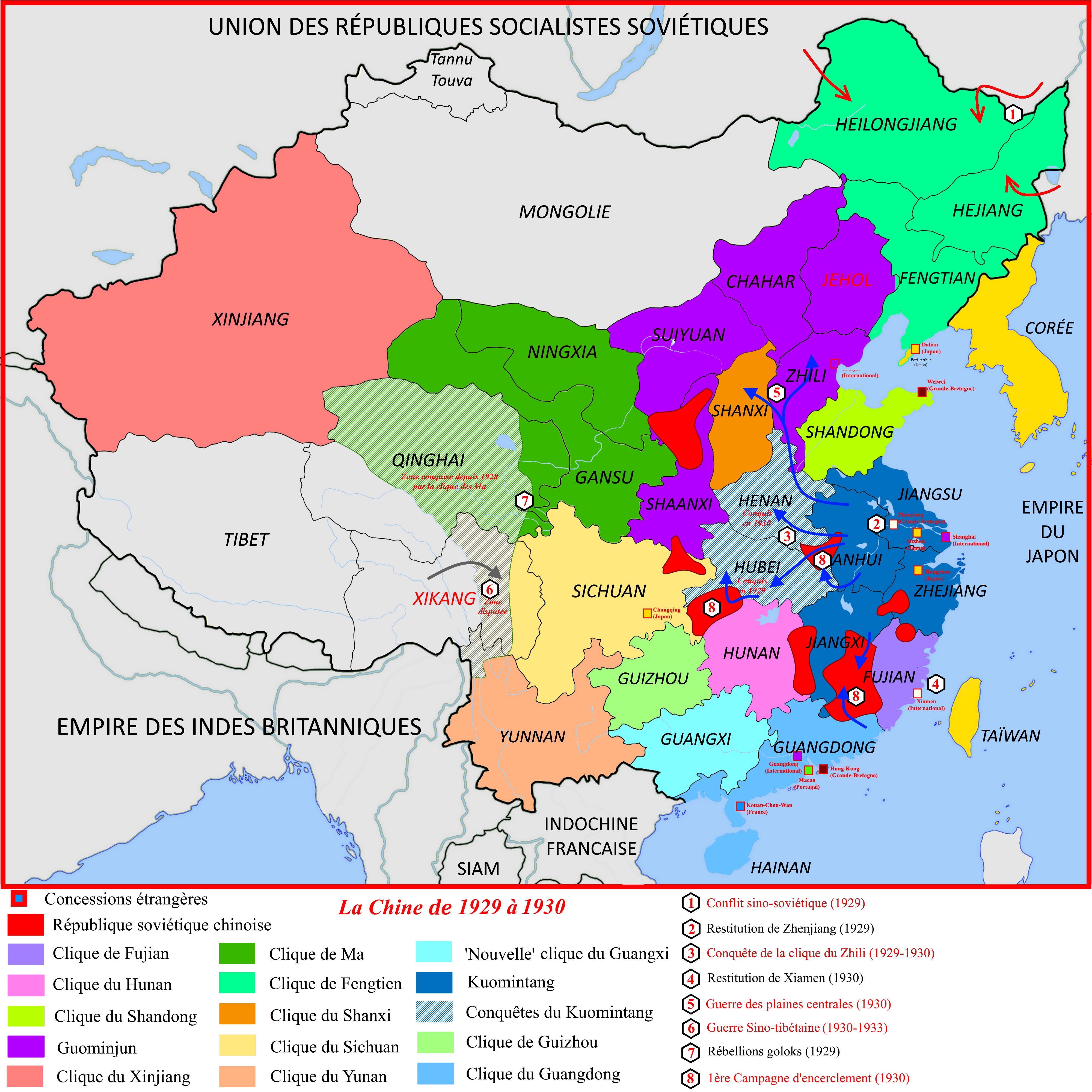
China von 1929 bis 1930.

Nach der Entmilitarisierungskonferenz von 1929 brachen Li Zongren, Bai Chongxi und Huang Shaohong von der Guangxi-Clique im März 1929 die Beziehungen zu Chiang ab, womit die Konfrontation zwischen diesen Kommandeuren und der Regierung in Nanjing begann. Im Mai geriet Feng Yuxiang von der Nordwestarmee ebenfalls mit Chiang aneinander. Im November gab Li Zongren zusammen mit Wang Jingwei eine Erklärung zur Bildung einer „Anti-Chiang-Koalition“ ab. Im Dezember kündigten Tang Shengzhi und Zhang Fakui ihre Unterstützung für die Anti-Chiang-Koalition an. Die Regierung in Nanjing reagierte mit dem Ausschluss von Wang Jingwei aus der Partei wegen seiner Beteiligung an der Anti-Chiang-Koalition. Die Koalition bildete eine neue KMT-Regierung in Peking, um der Regierung in Nanjing die Stirn zu bieten. Im Februar 1930 forderte Yan Xishan von der Shanxi-Clique den Rücktritt Chiangs aus der KMT, was dieser ablehnte. Später im selben Monat übernahm Yan mit Unterstützung von Feng und Li die Führungsposition in der Anti-Chiang-Koalition, während Zhang Xueliang beschloss, Chiang gegenüber „loyal“ zu bleiben.
Die Regierung in Nanjing wurde von den chinesischen Muslimen in der Provinz Gansu im Nordwesten Chinas unterstützt. Während die Region ursprünglich zum Einflussbereich der Nordwestarmee gehörte, brachen einflussreiche muslimische Führer wie Ma Tingrang, Ma Zhongying und Ma Fuxiang 1928 die Beziehungen zu Feng Yuxiang ab. Die Truppen der chinesischen Muslime blieben der Regierung in Nanjing während des gesamten Krieges treu und lenkten die Truppen von Feng von den zentralen Ebenen ab.
Die Anti-Chiang-Koalition plante ihren erneuten Angriff auf die nationalistische Regierung in Nanjing auf verschiedenen Wegen. Li Zongren sollte die Guangxi-Armee von Guangxi aus in Richtung Hunan führen, um die Hochburg von Chiang in Wuhan zu bedrohen. Feng Yuxiang sollte die Nordwestarmee anführen und von Henan nach Shandong marschieren, Xuzhou angreifen und gleichzeitig Druck auf Wuhan ausüben. Yan Xishan würde die Shanxi-Armee anführen und sich mit der Nordwest-Armee abstimmen, um Xuzhou gemeinsam anzugreifen und nach der Einnahme von Xuzhou durch die Koalition nach Nanjing zu marschieren.
Als Reaktion auf die Vorbereitungen beauftragten die Nationalisten Han Fuqu damit, am Südufer des Gelben Flusses eine Verteidigungsstellung gegen die Shanxi-Armee aufzubauen. Die Hauptkräfte der Nationalisten sollten in Xuzhou stationiert werden, um die bevorstehenden Offensiven abzuwarten.

#### Zweite Phase

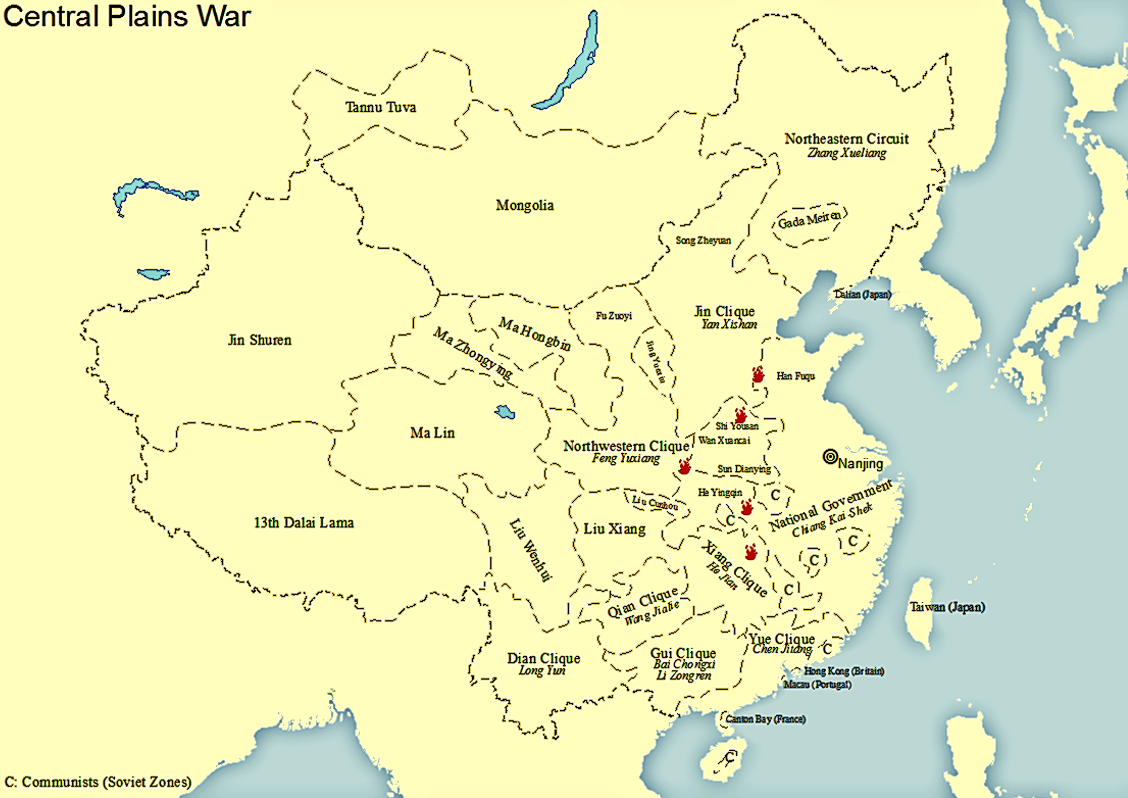
Karte der Lage Chinas während des Krieges in den Zentralebenen im Jahr 1930.

Am 11. Mai begann die von Chiang Kai-shek geführte Zentralarmee eine Reihe von Generaloffensiven gegen Yan Xishan und Feng Yuxiang. Entlang der Longhai-Eisenbahn marschierte die Zentralarmee von Xuzhou aus nach Westen und erreichte am 16. Mai den Stadtrand von Kaifeng in der Provinz Henan. Die Nordwestarmee, die die stärkste der Anti-Chiang-Koalition war, zerschlug Ende Mai die von Chen Cheng geführte Zentralarmee in Gansu, wobei Chiang beinahe in Gefangenschaft geraten wäre. Die Nordwestarmee konnte aus ihrem Sieg jedoch kein Kapital schlagen, da die Shanxi-Armee nicht rechtzeitig eintraf, um der Zentralarmee weiteren Schaden zuzufügen. Da die Verbündeten Chiangs in der Provinz Gansu standen, wandte sich die Nordwestarmee nach dem Sieg der Verteidigung zu. In Kaifeng wehrte die Nordwestarmee Angriffe von Chiangs Truppen ab und erlitt dabei schwere Verluste. Die kombinierten Streitkräfte der Shanxi-Armee und der Nordwest-Armee lieferten sich später bei ihrem Angriff auf Xuzhou den größten Konflikt des Krieges, bei dem beide Seiten zusammen mehr als 200.000 Mann Verluste erlitten. Die Shanxi-Armee zog sich aus Jinan zurück und erlitt bei der Überquerung des Gelben Flusses weitere Verluste. Die mangelnde Koordination zwischen den Streitkräften der Anti-Chiang-Koalition war der Anfang vom Ende für die Regierung in Nanjing.
Auf den südlichen Schlachtfeldern marschierte die Guangxi-Armee unter der Führung von Li Zongren und Bai Chongxi nach Norden und nahm Yueyang ein, aber Chiangs Truppen gelang es, sie von hinten abzuschneiden, so dass sie schließlich gezwungen waren, sich in ihre Heimatprovinz zurückzuziehen. In Shandong nahm die Shanxi-Armee am 25. Juni Jinan ein. Nach dem Sieg über die Guangxi-Armee in Hunan beschloss die Regierung in Nanjing, eine große Gegenoffensive gegen die Shanxi-Armee in Shandong zu starten. Von Qingdao aus marschierten Chiangs Streitkräfte am 15. August nach Jinan. Die Zentralarmee sammelte daraufhin Truppen in den Provinzen Gansu und Shaanxi und startete ihre letzte Offensive gegen die Nordwestarmee, die von Ende August bis Anfang September andauerte.
Am 18. September gaben Zhang Xueliang und die Nordostarmee ihre Neutralität auf und erklärten ihre Unterstützung für Chiang. Einige Tage später drang die Nordost-Armee über den Shanhai-Pass in die nordchinesische Tiefebene ein und nahm zwei Tage später Peking ein. Die Shanxi-Armee zog sich nördlich des Gelben Flusses zurück, während die Nordwest-Armee zusammenbrach, da die Moral der Anti-Chiang-Koalition nicht mehr vorhanden war. Am 4. November gaben sowohl Yan Xishan als auch Feng Yuxiang ihren Rücktritt von allen ihren Ämtern bekannt, was die Feindseligkeiten effektiv beendete und den regionalen Herausforderungen gegen die Regierung in Nanjing ein Ende setzte.

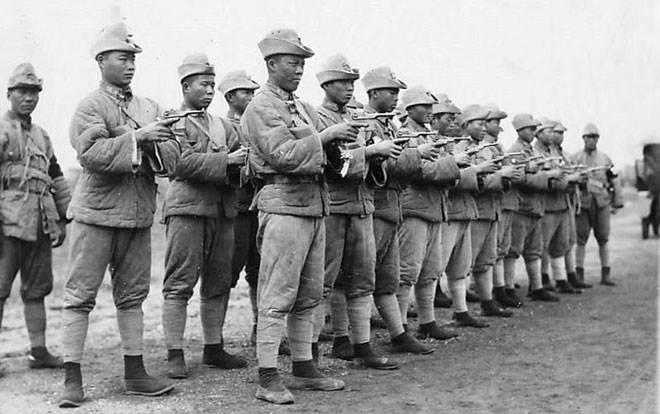
Die Nordwest-Armee.
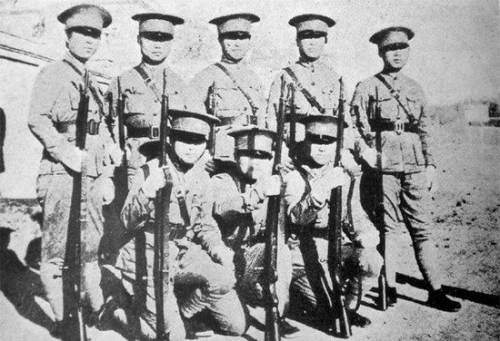
Die Shanxi-Armee.
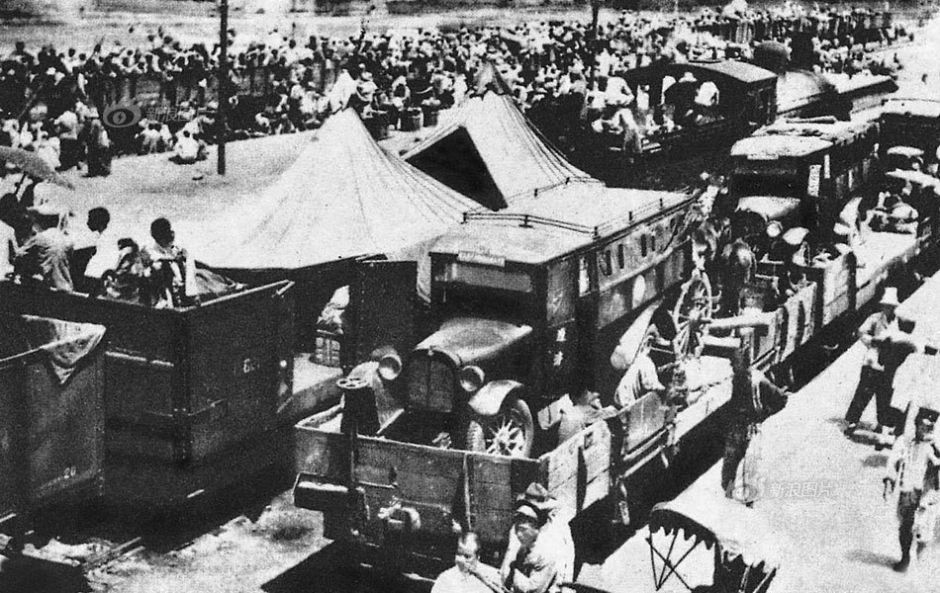
Die Zentralarmee.

#### Nachwirkungen
Der Krieg in den Zentralebenen war der größte bewaffnete Konflikt in China seit dem Ende des Nordfeldzugs im Jahr 1928. Die Auseinandersetzungen erstreckten sich über mehrere Provinzen Chinas, an denen verschiedene regionale Befehlshaber mit einer Gesamtstreitmacht von mehr als einer Million beteiligt waren. Obwohl die nationalistische Regierung in Nanjing als Sieger hervorging, war der Konflikt finanziell sehr kostspielig, was sich negativ auf die nachfolgenden „Umzingelungskampagnen“ der KPCh auswirkte.
Nach dem Einmarsch der Nordost-Armee in Zentralchina wurde die Verteidigung der Mandschurei erheblich geschwächt, was indirekt zu einer japanischen Aggression im Mukden-Zwischenfall führte. Während Chiang aus dem Krieg siegreich hervorging, nachdem er seine Macht als oberster Führer gefestigt und sich als „militärischer Befehlshaber“ etabliert hatte, blieben die regionalen Fraktionen in der Kuomintang und ihre Rivalitäten ungelöst, was später im Zweiten Chinesisch-Japanischen Krieg und im chinesischen Bürgerkrieg zu verschiedenen Problemen führte.